# Bildtafel der Verkehrszeichen in der Bundesrepublik Deutschland seit 2017
Die Bildtafel der Verkehrszeichen in der Bundesrepublik Deutschland seit 2017 zeigt die Verkehrszeichen in der Bundesrepublik Deutschland, wie sie sich seit Inkrafttreten der Neufassung der Straßenverkehrs-Ordnung (StVO) seit dem 1. April 2013 darstellen. 
Der in Erstfassung als Anlage zur Änderung der Allgemeinen Verwaltungsvorschrift zur Straßenverkehrs-Ordnung (VwV-StVO) vom 26. Januar 2001 (BAnz. S. 1419, S. 5206) im Bundesanzeiger vom 29. Mai 2017 erschienene Katalog der Verkehrszeichen (VzKat) fasst alle bundesweit eingeführten und damit alle amtlich zugelassenen, nach der StVO gültigen Verkehrszeichen einschließlich Zusatzzeichen und Verkehrseinrichtungen zusammen. In diesen Artikel sind eingearbeitet die Änderungen durch den Bundesanzeiger vom 15. November 2021, vom 10. März 2025 und vom 9. April 2025.
Neben den Verkehrszeichen der StVO wird hier unter anderem auf straßenverkehrstechnisch relevante Zeichenanordnungen im Verkehrsblatt, in der Eisenbahn-Bau- und Betriebsordnung (EBO), in der Straßenbahn-Bau- und Betriebsordnung (BOStrab), in den Richtlinien für die wegweisende Beschilderung auf Autobahnen (RWBA) und in den Richtlinien für die wegweisende Beschilderung außerhalb von Autobahnen (RWB) eingegangen. Nicht in dieser Bildtafel enthalten sind die Signale von Lichtsignalanlagen des Straßenverkehrs und von nichtamtlichen Fahrradwegweisern.

## Veränderungen
Mit diesem neuen Katalog wurde das teils seit vielen Jahren gültige Nummerierungssystem der Verkehrszeichen neu überdacht und einer neuen inneren Logik unterworfen. Einige Verkehrszeichen, die mit der umstrittenen „Schilderwaldnovelle“ vom September 2009 aus dem Verkehrszeichenkatalog gestrichen wurden, was die Neufassung der StVO von 2013 bestätigte, gehören nun wieder in den Kanon der Verkehrszeichen. Neben einigen Streichungen sind etliche neue Zeichen und Zusatzzeichen eingeführt worden. Eigentlich sollte der neue Verkehrszeichenkatalog bereits mit Inkrafttreten der Novelle von 2009 vorliegen, doch zögerte sich dessen Erscheinen noch weit über den Zeitpunkt der StVO-Neufassung von 2013 hinaus, obwohl sich diese StVO bereits bei ihrer Veröffentlichung in Paragraph 39, Absatz 9, ganz speziell auf den neuen Katalog bezog.
Oft wohl ohne bewussten Rückgriff erhielten einige Zeichen wieder ihre ältere Nummer aus der 1971 gültig gewordenen Straßenverkehrs-Ordnung zurück, andere, wie Zeichen 257-52 (Verbot für Gespannfuhrwerke), das 1992 als Zeichen 257 aus dem Verkehrszeichenkatalog genommen wurde, kamen nun wieder an ihren Platz. Auch im Zuge der westdeutschen Straßenverkehrs-Ordnung von 1956 entstandene Zusatzzeichen (damals als Zusatztafeln bzw. als Zusatzschilder bezeichnet) kamen zurück – so das Zusatzzeichen Kuppe. Dagegen verschwand eines der ältesten Zusatzzeichen, das – damals noch ohne Nummer – bereits seit dem 1. Januar 1938 Gültigkeit hatte, aus dem Katalog: Zusatzzeichen 1012-30 (Anfang). Unter den neuen Zusatzzeichen verdienen auch die 1053-38 (Querparken) und 1053-39 (Schrägparken) besondere Erwähnung. In konzeptionell ähnlicher Form existierten diese beiden Zeichen bereits mit wechselnder Bildnummer (zuletzt Bild 254 und 255) von 1964 bis 1990 in der DDR-StVO.
Erstmals wurden in den bundesdeutschen Verkehrszeichenkatalog auch spezielle Zusatzzeichen mit klarem polizeilichen Hintergrund aufgenommen – so Zusatzzeichen 1007-58 (Polizeikontrolle) und Zusatzzeichen 1060-32 (Auch Kraftomnibusse und PKW mit Anhängern), das nur im Zuge von LKW-Kontrollen Verwendung finden soll. Eine deutliche Erweiterung, die weitgehend bereits vor 2017 abgeschlossen war, gab es sowohl bei den Zeichen als auch bei den Zusatzzeichen, die sich mit alternativen Antrieben und Antriebsstoffen beschäftigen. Nur noch wenige ergänzende Zusatzzeichen wurden mit dem Verkehrszeichenkatalog von 2017 hinzugefügt. Darunter Zusatzzeichen 1022-13 (E-Bikes frei).
Eines der kurzlebigsten Zusatzzeichen im Verkehrszeichenkatalog war wohl Zusatzzeichen 1000-33 (Radverkehr im Gegenverkehr). Das erst 1997 eingeführte Zeichen verschwand 2017 wieder. Für etliche andere Zeichen endeten 2017 jahrelange Querelen um ihre Beibehaltung und Nummerierung. Das führte in der Realität zu behördlichen Irritationen, wobei es zur Aufstellung fiktiver Schilder kam – so unter anderem beim jetzigen Zeichen 101-15 (Steinschlag), bei dem ab 2009 zeitweilig das Sinnbild im Rahmen eines Zusatzzeichens erschien und unter Zeichen 101 (Gefahrstelle) gesetzt wurde.

## Herstellung
Die Verkehrszeichen werden nach den Bestimmungen der StVO vom 16. November 1970 hergestellt. Diese wurden zuletzt geändert durch die Sechsundvierzigste Verordnung zur Änderung straßenverkehrsrechtlicher Vorschriften vom 5. August 2009. Die Abmessungen und Ausführungsarten müssen unter anderem den im Verkehrsblatt-Verlag erschienen Richtlinien über Abmessung der Verkehrszeichen und der Zusatzschilder nach der StVO einschließlich ihrer Varianten vom 25. Mai 1972 und 26. Juli 1972 entsprechen. Zu beachten sind hierzu außerdem die am 1. Januar 1976 in Kraft getretenen Änderungen, einschließlich der Elften Verordnung zur Änderung der Straßenverkehrs-Ordnung vom Juli 1992.
Die Sicherung der Qualität deutscher Verkehrszeichen wird durch den RAL Deutsches Institut für Gütesicherung und Kennzeichnung überwacht. Jedes Verkehrszeichen muss den jeweils gültigen Qualitätsstandards entsprechen, um das Siegel zu erhalten und im öffentlichen Raum aufgestellt zu werden. Das Gütesiegel besitzt über dem RAL-Logo Raum für fünf einperforierte Prüfziffern. Die ersten beiden Ziffern sind eine kodierte Herstellerangabe. Diese Ziffern werden dem Produzenten des Schildes durch den RAL verliehen. Das Quartal wird durch die mittlere Zahl angegeben und über das Herstellungsjahr geben die letzten beiden Ziffern Auskunft.
Seit 1. Januar 2013 müssen die Verkehrsschilder eine CE-Kennzeichnung besitzen, die nach dem Mandat M111 (CE-Kennzeichnung in der Straßenausstattung) der EU-Kommission für ortsfeste vertikale Verkehrszeichen verpflichtend ist. Mit Einführung der ab 2011 gültigen Technischen Liefer- und Prüfbedingungen für vertikale Verkehrszeichen (TLP VZ) ist für eine vollständige Kennzeichnung der Schilder zudem die Angabe der Herstelleranschrift, in der Regel mittels eines weiteren Aufklebers, verpflichtend geworden. Vielfach hatten Hersteller schon in der Vergangenheit solche Aufkleber verwendet.
Ab 2014 wurden zusätzliche Angaben zu den Aufklebern Vorschrift. So kann nun die Reflexionsklasse des Verkehrszeichens (RA1, RA2 oder RA3) abgelesen werden, was bisher nur über das Wasserzeichen in der Reflexfolie auf der Vorderseite des Schildes möglich war. Der jetzt in einem Stück gedruckte Aufkleber besitzt unter dem RAL-Gütesiegel und der CE-Kennzeichnung ein Feld, in dem nun die Reflexionsklassen und als zusätzliche Angabe die angenommenen Nutzungsdauer des Verkehrszeichens angegeben werden.
Die aktuelle rückseitige Beschriftung der Schilder besteht damit seit 2014 aus einem Aufkleber, der zum einen das EU-verordnete CE-Zeichen nach EN 12899-1 sowie das nach den deutschen Vorgaben angebrachte RAL-Gütezeichen und den Block mit den Reflexionsklassen und der Nutzungsdauer enthält. Außerdem müssen die Hersteller ihre individuell gestalteten Aufkleber mit dem Anschriftenblock anbringen.

Rückseitenbeschriftung der Schilder (2013 bis 2014)
Ab 2013 wurde das EU-Mandat mit der CE-Kennzeichnung in der Straßenausstattung Vorschrift
2014 wurde der Block mit den Beschriftungen erneut überarbeitet und durch die Reflexionsklassen ergänzt

## Sinnbilder nach § 39 StVO
Im Folgenden die 2017 vorgesehenen Sinnbilder nach § 39 StVO. Spätere Änderungen und Ergänzungen werden weiter unten angegeben.

### Absatz 7

Kraftwagen und sonstige mehrspurige Kraftfahrzeuge
(Lastkraftwagen) Kraftfahrzeuge mit einer zulässigen Gesamtmasse über 3,5 t, einschließlich ihrer Anhänger, und Zugmaschinen, ausgenommen Personenkraftwagen und Kraftomnibusse
Fußgänger
Radverkehr
Reiter
Viehtrieb
Straßenbahn
Gespannfuhrwerke
Kraftomnibus
Personenkraftwagen
Personenkraftwagen mit Anhänger
Lastkraftwagen mit Anhänger
Kraftfahrzeuge und Züge, die nicht schneller als 25 km/h fahren können oder dürfen
Krafträder, auch mit Beiwagen, Kleinkrafträder und Mofas
Mofas
„Einsitzige zweirädrige Kleinkrafträder mit elektrischem Antrieb, der sich bei einer Geschwindigkeit von mehr als 25 km/h selbsttätig abschaltet“ (bis 27. April 2020, seitdem[6][7]) „der auf eine bauartbedingte Geschwindigkeit von nicht mehr als 25 km/h selbsttätig abregelt“ – E-Bikes

### Absatz 8

Schnee- oder Eisglätte
Steinschlag
Splitt, Schotter
Bewegliche Brücke
Ufer
Fußgängerüberweg
Amphibienwanderung
Unzureichendes Lichtraumprofil
Flugbetrieb

### Absatz 10

Elektrisch betriebenes Fahrzeug

## Symbole der Richtlinien für die wegweisende Beschilderung auf Autobahnen 2000 (RWBA 2000)
- Polizeistation
- Erste Hilfe-Station
- Informationsstelle
- Tankstelle
- Gasthaus
- Verkaufskiosk
- Motel, Hotel
- Notrufsäule
- Fernsprecher
- Toiletten
- Behindertentoiletten
- Rollstuhlfahrersymbol
- Flughafen
- Hafen, Fährhafen, Fähre
- Autobahnkapelle
- Personenkraftwagen
- Lastkraftwagen
- Kraftomnibus
- Personenkraftwagen mit Anhänger
- Lastkraftwagen mit Anhänger
- Autobahn
- Autobahnausfahrt
- Autobahnkreuz oder Autobahndreieck
- Parkplatz
- Werkstatt
- Autohof

Eine eingeschränkte, zusätzliche Nutzung ist seit 2001 für folgende Symbole zur wegweisenden Beschilderung der Autobahnen zugelassen.

Industriegebiet, Gewerbegebiet
Parken und Reisen
Großsportanlage, Stadion
Güterverkehrszentrum

## Symbole der Richtlinien für die wegweisende Beschilderung außerhalb von Autobahnen 2000 (RWB 2000)

Informationsstelle

Polizeistation
Krankenhaus
Erste Hilfe-Station
Parkplatz
Parkhaus, Parkgarage
Parken und Reisen
Auto im Reisezug
Bahnhof
Güterverkehrszentrum
Flughafen
Hafen, Fährhafen, Fähre
Industriegebiet, Gewerbegebiet
Zelt- und Wohnwagenplatz
Freizeitsportanlage
Großsportanlage, Stadion
Autohof
Autobahn
Freibad
Hallenbad
Stadt-Ortszentrum
Polizeistation
- Krankenhaus
Erste Hilfe-Station
Informationsstelle
Tankstelle
Gasthaus
Verkaufskiosk
Motel, Hotel
Notrufsäule
Fernsprecher
Toiletten
Behindertentoiletten
Rollstuhlfahrersymbol

- Parkplatz
- Parkhaus, Parkgarage
- Parken und Reisen
- Auto im Reisezug
- Bahnhof
- Güterverkehrszentrum
Flughafen
Hafen, Fährhafen, Fähre
Autobahnkapelle
Personenkraftwagen
Lastkraftwagen
Kraftomnibus
Personenkraftwagen mit Anhänger
Lastkraftwagen mit Anhänger

- Industriegebiet, Gewerbegebiet
- Zelt- und Wohnwagenplatz
- Freizeitsportanlage
- Großsportanlage, Stadion
- Autohof
Autobahn
Autobahnausfahrt
Autobahnkreuz oder Autobahndreieck
Parkplatz
Werkstatt
Autohof

- Freibad
- Hallenbad
- Stadt-Ortszentrum

## Gefahrzeichen nach Anlage 1 (zu § 40 Absatz 6 und 7 StVO)
Anlage 1 in der Nummerierung nach Teil 2 des Verkehrszeichenkataloges, so etwa in Kombination mit Zeichen 101 (also ab Nr. 101-1) als weitere, nicht in Anlage 1 zu § 40 StVO aufgenommene Gefahrzeichen mit Sinnbildern gemäß § 39 Abs. 8 StVO:

### Allgemeine Gefahrzeichen

Zeichen 101 Gefahrstelle
Zeichen 101-20 Flugbetrieb – Aufstellung links; ab 2013 geplante Nummer: Zeichen 145-21
Zeichen 101-10 Flugbetrieb – Aufstellung rechts; ab 2013 geplante Nummer: Zeichen 145-11
Zeichen 101-21 Fußgängerüberweg – Aufstellung links; ab 2013 geplante Nummer: Zeichen 145-22
Zeichen 101-11 Fußgängerüberweg – Aufstellung rechts; ab 2013 geplante Nummer: Zeichen 145-12
Zeichen 101-22 Viehtrieb – Aufstellung links; ab 2013 geplante Nummer: Zeichen 145-23
Zeichen 101-12 Viehtrieb – Aufstellung rechts; ab 2013 geplante Nummer: Zeichen 145-13
Zeichen 101-23 Reiter – Aufstellung links; ab 2013 geplante Nummer: Zeichen 145-24
Zeichen 101-13 Reiter – Aufstellung rechts; ab 2013 geplante Nummer: Zeichen 145-14
Zeichen 101-24 Amphibienwanderung – Aufstellung links; ab 2013 geplante Nummer: Zeichen 145-25
Zeichen 101-14 Amphibienwanderung – Aufstellung rechts; ab 2013 geplante Nummer: Zeichen 145-15
Zeichen 101-25 Steinschlag – Aufstellung links; ab 2013 geplante Nummer: Zeichen 145-26
Zeichen 101-15 Steinschlag – Aufstellung rechts; ab 2013 geplante Nummer: Zeichen 145-16
Zeichen 101-51 Schnee- oder Eisglätte; ab 2013 geplante Nummer: Zeichen 145-53
Zeichen 101-52 Splitt, Schotter; ab 2013 geplante Nummer: Zeichen 145-50
Zeichen 101-53 Ufer; ab 2013 geplante Nummer: Zeichen 145-51
Zeichen 101-54 Unzureichendes Lichtraumprofil; ab 2013 geplante Nummer: Zeichen 145-52
Zeichen 101-55 Bewegliche Brücke; ab 2013 geplante Nummer: Zeichen 145-54
Zeichen 102 Kreuzung oder Einmündung
Zeichen 103-10 Kurve – links
Zeichen 103-20 Kurve – rechts
Zeichen 105-10 Doppelkurve – zunächst links
Zeichen 105-20 Doppelkurve – zunächst rechts
Zeichen 108-4 Gefälle 4 %; Neu: die Unternummer entspricht dem angegebenen Zahlwert; bisher Zeichen 108-50
Zeichen 108-5 Gefälle 5 %; bisher Zeichen 108-51
Zeichen 108-6 Gefälle 6 %; bisher Zeichen 108-52
Zeichen 108-7 Gefälle 7 %; bisher Zeichen 108-53
Zeichen 108-8 Gefälle 8 %; bisher Zeichen 108-54
Zeichen 108-9 Gefälle 9 %; bisher Zeichen 108-55
Zeichen 108-10 Gefälle 10 %; bisher Zeichen 108-56
Zeichen 108-11 Gefälle 11 %; bisher Zeichen 108-57
Zeichen 108-12 Gefälle 12 %; bisher Zeichen 108-58
Zeichen 108-13 Gefälle 13 %; bisher Zeichen 108-59
Zeichen 108-14 Gefälle 14 %; bisher Zeichen 108-60
Zeichen 108-15 Gefälle 15 %; bisher Zeichen 108-61
Zeichen 108-16 Gefälle 16 %; bisher Zeichen 108-62
Zeichen 108-17 Gefälle 17 %; bisher Zeichen 108-63
Zeichen 108-18 Gefälle 18 %; bisher Zeichen 108-64
Zeichen 108-19 Gefälle 19 %; bisher Zeichen 108-65
Zeichen 108-20 Gefälle 20 %; bisher Zeichen 108-66
Zeichen 108-21 Gefälle 21 %; bisher Zeichen 108-67
Zeichen 108-22 Gefälle 22 %; bisher Zeichen 108-68
Zeichen 108-23 Gefälle 23 %; bisher Zeichen 108-69
Zeichen 108-24 Gefälle 24 %; bisher Zeichen 108-70
Zeichen 108-25 Gefälle 25 %; bisher Zeichen 108-71
Zeichen 110-4 Steigung 4 %, Neu: die Unternummer entspricht dem angegebenen Zahlwert; bisher Zeichen 110-50
Zeichen 110-5 Steigung 5 %; bisher Zeichen 110-51
Zeichen 110-6 Steigung 6 %; bisher Zeichen 110-52
Zeichen 110-7 Steigung 7 %; bisher Zeichen 110-53
Zeichen 110-8 Steigung 8 %; bisher Zeichen 110-54
Zeichen 110-9 Steigung 9 %; bisher Zeichen 110-55
Zeichen 110-10 Steigung 10 %; bisher Zeichen 110-56
Zeichen 110-11 Steigung 11 %; bisher Zeichen 110-57
Zeichen 110-12 Steigung 12 %; bisher Zeichen 110-58
Zeichen 110-13 Steigung 13 %; bisher Zeichen 110-59
Zeichen 110-14 Steigung 14 %; bisher Zeichen 110-60
Zeichen 110-15 Steigung 15 %; bisher Zeichen 110-61
Zeichen 110-16 Steigung 16 %; bisher Zeichen 110-62
Zeichen 110-17 Steigung 17 %; bisher Zeichen 110-63
Zeichen 110-18 Steigung 18 %; bisher Zeichen 110-64
Zeichen 110-19 Steigung 19 %; bisher Zeichen 110-65
Zeichen 110-20 Steigung 20 %; bisher Zeichen 110-66
Zeichen 110-21 Steigung 21 %; bisher Zeichen 110-67
Zeichen 110-22 Steigung 22 %; bisher Zeichen 110-68
Zeichen 110-23 Steigung 23 %; bisher Zeichen 110-69
Zeichen 110-24 Steigung 24 %; bisher Zeichen 110-70
Zeichen 110-25 Steigung 25 %; bisher Zeichen 110-71
Zeichen 112 Unebene Fahrbahn
Zeichen 114 Schleuder- oder Rutschgefahr
Zeichen 117-20 Seitenwind von links
Zeichen 117-10 Seitenwind von rechts
Zeichen 121-20 Einseitig verengte Fahrbahn – Verengung links
Zeichen 120 Verengte Fahrbahn
Zeichen 121-10 Einseitig verengte Fahrbahn – Verengung rechts
Zeichen 123 Arbeitsstelle
Zeichen 124 Stau
Zeichen 125 Gegenverkehr
Zeichen 131 Lichtzeichenanlage
Zeichen 133-20 Fußgänger – Aufstellung links
Zeichen 133-10 Fußgänger – Aufstellung rechts
Zeichen 136-20 Kinder – Aufstellung links
Zeichen 136-10 Kinder – Aufstellung rechts
Zeichen 138-20 Radverkehr – Aufstellung links
Zeichen 138-10 Radverkehr – Aufstellung rechts
Zeichen 142-20 Wildwechsel – Aufstellung links
Zeichen 142-10 Wildwechsel – Aufstellung rechts

### Besondere Gefahrzeichen vor Übergängen von Schienenbahnen mit Vorrang

Zeichen 151 Bahnübergang
Zeichen 156-10 Bahnübergang mit dreistreifiger Bake – Aufstellung rechts
Zeichen 156-11 Bahnübergang mit dreistreifiger Bake, mit Entfernungsangabe – Aufstellung rechts
Zeichen 156-20 Bahnübergang mit dreistreifiger Bake – Aufstellung links
Zeichen 156-21 Bahnübergang mit dreistreifiger Bake, mit Entfernungsangabe – Aufstellung links
Zeichen 157-10 Dreistreifige Bake – Aufstellung rechts
Zeichen 157-11 Dreistreifige Bake mit Entfernungsangabe – Aufstellung rechts
Zeichen 157-20 Dreistreifige Bake – Aufstellung links
Zeichen 157-21 Dreistreifige Bake mit Entfernungsangabe – Aufstellung links
Zeichen 159-10 Zweistreifige Bake – Aufstellung rechts
Zeichen 159-11 Zweistreifige Bake mit Entfernungsangabe – Aufstellung rechts
Zeichen 159-20 Zweistreifige Bake – Aufstellung links
Zeichen 159-21 Zweistreifige Bake mit Entfernungsangabe – Aufstellung links
Zeichen 162-10 Einstreifige Bake – Aufstellung rechts
Zeichen 162-11 Einstreifige Bake mit Entfernungsangabe – Aufstellung rechts
Zeichen 162-20 Einstreifige Bake – Aufstellung links
Zeichen 162-21 Einstreifige Bake mit Entfernungsangabe – Aufstellung links

## Vorschriftzeichen nach Anlage 2 (zu § 41 Absatz 1 StVO)
Nachstehend in der Nummerierung nach Teil 3 des Verkehrszeichenkataloges. Das Zeichen „Tempo-10-Zone“ aus dem Entwurf eines Verkehrszeichenkatalogs von 2013 wurde nicht eingeführt.

### Wartegebote und Haltgebote

Zeichen 201-50 Andreaskreuz — stehend: Dem Schienenverkehr Vorrang gewähren!
Zeichen 201-51 Andreaskreuz — stehend mit Blitzpfeil: Dem Schienenverkehr Vorrang gewähren!
Zeichen 201-52 Andreaskreuz — liegend: Dem Schienenverkehr Vorrang gewähren!
Zeichen 201-53 Andreaskreuz — liegend mit Blitzpfeil: Dem Schienenverkehr Vorrang gewähren!
Zeichen 205 Vorfahrt gewähren
Zeichen 206 Halt. Vorfahrt gewähren
Zeichen 208 Vorrang des Gegenverkehrs

### Vorgeschriebene Fahrtrichtungen

Zeichen 209 Vorgeschriebene Fahrtrichtung – rechts; bisher Zeichen 209-20
Zeichen 209-10 Vorgeschriebene Fahrtrichtung – links
Zeichen 209-30 Vorgeschriebene Fahrtrichtung – geradeaus
Zeichen 211 Vorgeschriebene Fahrtrichtung — hier rechts; bisher Zeichen 211-20
Zeichen 211-10 Vorgeschriebene Fahrtrichtung – hier links
Zeichen 214 Vorgeschriebene Fahrtrichtung – geradeaus oder rechts; bisher Zeichen 214-20
Zeichen 214-10 Vorgeschriebene Fahrtrichtung – geradeaus oder links; bisher Zeichen 214-10
Zeichen 214-30 Vorgeschriebene Fahrtrichtung – rechts oder links; bisher Zeichen 209-31
Zeichen 215 Kreisverkehr
Zeichen 220-10 Einbahnstraße – linksweisend
Zeichen 220-20 Einbahnstraße – rechtsweisend

### Vorgeschriebene Vorbeifahrt

Zeichen 222 Vorgeschriebene Vorbeifahrt – rechts vorbei; bisher Zeichen 222-20
Zeichen 222-10 Vorgeschriebene Vorbeifahrt – links vorbei

### Seitenstreifen als Fahrstreifen

Zeichen 223.1-52 Seitenstreifen befahrbar – 4 Fahrstreifen und Seitenstreifen; neues Zeichen
Zeichen 223.3-52 Seitenstreifen räumen – 4 Fahrstreifen und Seitenstreifen; neues Zeichen
Zeichen 223.2-52 Seitenstreifen nicht mehr befahren – 4 Fahrstreifen und Seitenstreifen; neues Zeichen

Zeichen 223.1-50 Seitenstreifen befahren – 2 Fahrstreifen und Seitenstreifen; bisher Zeichen 223.1
Zeichen 223.3-50 Seitenstreifen räumen – 2 Fahrstreifen und Seitenstreifen; bisher Zeichen 223.3
Zeichen 223.2-50 Seitenstreifen nicht mehr befahren – 2 Fahrstreifen und Seitenstreifen; bisher Zeichen 223.2

Zeichen 223.1-51 Seitenstreifen befahrbar – 3 Fahrstreifen und Seitenstreifen; bisher Zeichen 223.1-50
Zeichen 223.3-51 Seitenstreifen räumen – 3 Fahrstreifen und Seitenstreifen; bisher Zeichen 223.3-50
Zeichen 223.2-51 Seitenstreifen nicht mehr befahren – 3 Fahrstreifen und Seitenstreifen; bisher Zeichen 223.2-50

- Zeichen 223.1-52
Seitenstreifen befahrbar – 4 Fahrstreifen und Seitenstreifen;
neues Zeichen
- Zeichen 223.3-52
Seitenstreifen räumen – 4 Fahrstreifen und Seitenstreifen;
neues Zeichen
- Zeichen 223.2-52
Seitenstreifen nicht mehr befahren – 4 Fahrstreifen und Seitenstreifen;
neues Zeichen

### Haltestellen

Zeichen 224 Haltestelle; bisher Zeichen 224-50
Zeichen 224-51 Schulbushaltestelle (mit Zusatzzeichen 1042-36); geänderter Zeicheninhalt

### Taxenstände und Ladebereiche

Zeichen 229 Taxenstand - Wer ein Fahrzeug führt, darf an Taxenständen nicht halten, ausgenommen sind für die Fahrgastbeförderung bereitgehaltene Taxen.[16]
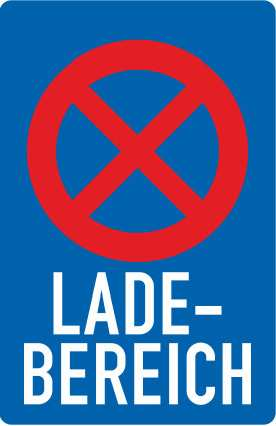
Zeichen 230 Ladebereich - Das Halten und Parken ist nur zum Be- und Entladen von Fahrzeugen zulässig. Das Be- und Entladen muss ohne Verzögerung durchgeführt werden.

Auf der rechten Fahrbahnseite stehend werden die Verkehrszeichen in dieser Reihenfolge passiert:

Zeichen 229-10 Taxenstand – Anfang – Aufstellung rechts
Zeichen 229-30 Taxenstand – Mitte – Aufstellung rechts
Zeichen 229-20 Taxenstand – Ende – Aufstellung rechts

Auf der linken Fahrbahnseite einer Richtungsfahrbahn oder Einbahnstraße stehend werden die Verkehrszeichen in dieser Reihenfolge passiert:

Zeichen 229-21 Taxenstand – Anfang – Aufstellung links
Zeichen 229-31 Taxenstand – Mitte – Aufstellung links
Zeichen 229-11 Taxenstand – Ende – Aufstellung links

### Sonderwege

Zeichen 237 Radweg
Zeichen 238 Reitweg
Zeichen 239 Gehweg
Zeichen 240 Gemeinsamer Geh- und Radweg
Zeichen 241-30 Getrennter Rad- und Gehweg, Radweg links
Zeichen 241-31 Getrennter Rad- und Gehweg, Radweg rechts
Zeichen 242.1 Beginn einer Fußgängerzone
Zeichen 242.2 Ende einer Fußgängerzone
Zeichen 244.1 Beginn einer Fahrradstraße
Zeichen 244.2 Ende einer Fahrradstraße
Zeichen 245 Bussonderfahrstreifen

### Verkehrsverbote

Zeichen 250 Verbot für Fahrzeuge aller Art
Zeichen 251[Anmerkung 1] Verbot für Kraftwagen
Zeichen 253[Anmerkung 1] Verbot für Kraftfahrzeuge über 3,5 t, genauer: Verbot für Kraftfahrzeuge mit einer zulässigen Gesamtmasse über 3,5 t, einschließlich ihrer Anhänger, und für Zugmaschinen. Ausgenommen sind Personenkraftwagen und Kraftomnibusse.[18]
Zeichen 254[Anmerkung 1] Verbot für Radverkehr
Zeichen 255[Anmerkung 1] Verbot für Krafträder
Zeichen 257-50 Verbot für Mofas; bisher Zeichen 256
Zeichen 257-51 Verbot für Reiter; bisher Zeichen 258
Zeichen 257-52 Verbot für Gespannfuhrwerke; neues Zeichen
Zeichen 257-53 Verbot für Viehtrieb; neues Zeichen
Zeichen 257-54 Verbot für Kraftomnibusse; neues Zeichen
Zeichen 257-55 Verbot für Personenkraftwagen; neues Zeichen
Zeichen 257-56 Verbot für Personenkraftwagen mit Anhänger; neues Zeichen
Zeichen 257-57 Verbot für Lastkraftwagen mit Anhänger; neues Zeichen
Zeichen 257-58 Verbot für Kraftfahrzeuge und Züge, die nicht schneller als 25 km/h fahren können oder dürfen; neues Zeichen
Zeichen 259[Anmerkung 1] Verbot für Fußgänger
Zeichen 260[Anmerkung 1] Verbot für Kraftfahrzeuge
Zeichen 261 Verbot für kennzeichnungspflichtige Kraftfahrzeuge mit gefährlichen Gütern
Zeichen 262-5,5 Tatsächliche Masse[19]; bisher: Verbot für Fahrzeuge über angegebene tatsächliche Masse; neu: die Unternummer entspricht dem angegebenen Zahlwert; bisher Zeichen 262
Zeichen 263-8 Tatsächliche Achslast[19]; bisher: Verbot für Fahrzeuge über angegebene tatsächliche Achslast; neu: die Unternummer entspricht dem angegebenen Zahlwert; bisher Zeichen 263
Zeichen 264-2 Tatsächliche Breite[19]; bisher: Verbot für Fahrzeuge über angegebene tatsächliche Breite; bisher Zeichen 264
Zeichen 264-2,3 Tatsächliche Breite[19]; bisher: Verbot für Fahrzeuge über angegebene tatsächliche Breite; bisher Zeichen 264
Zeichen 265-3,8 Tatsächliche Höhe[19]; bisher: Verbot für Fahrzeuge über angegebene tatsächliche Höhe; bisher Zeichen 265
Zeichen 266-10 Tatsächliche Länge[19]; bisher: Verbot für Fahrzeuge über angegebene tatsächliche Länge; bisher Zeichen 266
Zeichen 267 Verbot der Einfahrt
Zeichen 268 Schneeketten vorgeschrieben
Zeichen 269 Verbot für Fahrzeuge mit wassergefährdender Ladung
Zeichen 270.1 Beginn eines Verkehrsverbots zur Verminderung schädlicher Luftverunreinigungen in einer Zone
Zeichen 270.2 Ende eines Verkehrsverbots zur Verminderung schädlicher Luftverunreinigungen in einer Zone
Zeichen 272 Verbot des Wendens
Zeichen 273-70 Verbot des Unterschreitens des angegebenen Mindestabstandes; Neu: die Unternummer entspricht dem angegebenen Zahlwert; bisher Zeichen 273

### Geschwindigkeitsbeschränkungen und Überholverbote

Zeichen 274-5 Zulässige Höchstgeschwindigkeit; Neu: die Unternummer entspricht dem angegebenen Zahlwert; bisher Zeichen 274-50
Zeichen 274-10 Zulässige Höchstgeschwindigkeit; bisher Zeichen 274-51
Zeichen 274-20 Zulässige Höchstgeschwindigkeit; bisher Zeichen 274-52
Zeichen 274-30 Zulässige Höchstgeschwindigkeit; bisher Zeichen 274-53
Zeichen 274-40 Zulässige Höchstgeschwindigkeit; bisher Zeichen 274-54
Zeichen 274-50 Zulässige Höchstgeschwindigkeit; bisher Zeichen 274-55
Zeichen 274-60 Zulässige Höchstgeschwindigkeit; bisher Zeichen 274-56
Zeichen 274-70 Zulässige Höchstgeschwindigkeit; bisher Zeichen 274-57
Zeichen 274-80 Zulässige Höchstgeschwindigkeit; bisher Zeichen 274-58
Zeichen 274-90 Zulässige Höchstgeschwindigkeit; bisher Zeichen 274-59
Zeichen 274-100 Zulässige Höchstgeschwindigkeit; bisher Zeichen 274-60
Zeichen 274-110 Zulässige Höchstgeschwindigkeit; bisher Zeichen 274-61
Zeichen 274-120 Zulässige Höchstgeschwindigkeit; bisher Zeichen 274-62
Zeichen 274-130 Zulässige Höchstgeschwindigkeit; bisher Zeichen 274-63
Zeichen 274.1 Beginn einer Tempo 30-Zone
Zeichen 274.1-20 Beginn einer Tempo 20-Zone in verkehrsberuhigten Geschäfts- bereichen
Zeichen 274.2 Ende einer Tempo 30-Zone
Zeichen 274.2-20 Ende einer Tempo20-Zone in verkehrsberuhigten Geschäfts- bereichen
Zeichen 275-30 Vorgeschriebene Mindestgeschwindigkeit; Neu: die Unternummer ändert sich mit dem angegebenen Zahlenwert; bisher Zeichen 275
Zeichen 276 Überholverbot für Kraftfahrzeuge aller Art
Zeichen 277 Überholverbot für Kraftfahrzeuge über 3,5 t
Zeichen 278-5 Ende der zulässigen Höchstgeschwindigkeit; Neu: die Unternummer ändert sich mit dem angegebenen Zahlenwert; bisher Zeichen 278-50
Zeichen 278-10 Ende der zulässigen Höchstgeschwindigkeit; bisher Zeichen 278-51
Zeichen 278-20 Ende der zulässigen Höchstgeschwindigkeit; bisher Zeichen 278-52
Zeichen 278-30 Ende der zulässigen Höchstgeschwindigkeit; bisher Zeichen 278-53
Zeichen 278-40 Ende der zulässigen Höchstgeschwindigkeit; bisher Zeichen 278-54
Zeichen 278-50 Ende der zulässigen Höchstgeschwindigkeit; bisher Zeichen 278-55
Zeichen 278-60 Ende der zulässigen Höchstgeschwindigkeit; bisher Zeichen 278-56
Zeichen 278-70 Ende der zulässigen Höchstgeschwindigkeit; bisher Zeichen 278-57
Zeichen 278-80 Ende der zulässigen Höchstgeschwindigkeit; bisher Zeichen 278-58
Zeichen 278-90 Ende der zulässigen Höchstgeschwindigkeit; bisher Zeichen 278-59
Zeichen 278-100 Ende der zulässigen Höchstgeschwindigkeit; bisher Zeichen 278-60
Zeichen 278-110 Ende der zulässigen Höchstgeschwindigkeit; bisher Zeichen 278-61
Zeichen 278-120 Ende der zulässigen Höchstgeschwindigkeit; bisher Zeichen 278-62
Zeichen 278-130 Ende der zulässigen Höchstgeschwindigkeit; bisher Zeichen 278-63
Zeichen 279-30 Ende der vorgeschriebenen Mindestgeschwindigkeit, Neu: die Unternummer ändert sich mit dem angegebenen Zahlenwert; bisher Zeichen 279
Zeichen 280 Ende des Überholverbotes für Kraftfahrzeuge aller Art
Zeichen 281 Ende des Überholverbotes für Kraftfahrzeuge über 3,5 t
Zeichen 282 Ende sämtlicher streckenbezogener Geschwindigkeitsbeschränkungen und Überholverbote

- Zeichen 274.1-20
Beginn einer
Tempo 20-Zone in
 verkehrsberuhigten Geschäfts-
bereichen
- Zeichen 274.2
Ende einer Tempo 30-Zone
- Zeichen 274.2-20
Ende einer
Tempo20-Zone in
 verkehrsberuhigten Geschäfts-
bereichen
- Zeichen 275-30
Vorgeschriebene Mindestgeschwindigkeit;
Neu: die Unternummer ändert sich mit dem angegebenen Zahlenwert;
bisher Zeichen 275
- Zeichen 276
Überholverbot für Kraftfahrzeuge aller Art
- Zeichen 277
Überholverbot für Kraftfahrzeuge über 3,5 t
- Zeichen 278-5
Ende der zulässigen Höchstgeschwindigkeit;
Neu: die Unternummer ändert sich mit dem angegebenen Zahlenwert;
bisher Zeichen 278-50
- Zeichen 278-10
Ende der zulässigen Höchstgeschwindigkeit;
bisher Zeichen 278-51
- Zeichen 278-20
Ende der zulässigen Höchstgeschwindigkeit;
bisher Zeichen 278-52
- Zeichen 278-30
Ende der zulässigen Höchstgeschwindigkeit;
bisher Zeichen 278-53
- Zeichen 278-40
Ende der zulässigen Höchstgeschwindigkeit;
bisher Zeichen 278-54
- Zeichen 278-50
Ende der zulässigen Höchstgeschwindigkeit;
bisher Zeichen 278-55
- Zeichen 278-60
Ende der zulässigen Höchstgeschwindigkeit;
bisher Zeichen 278-56
- Zeichen 278-70
Ende der zulässigen Höchstgeschwindigkeit;
bisher Zeichen 278-57
- Zeichen 278-80
Ende der zulässigen Höchstgeschwindigkeit;
bisher Zeichen 278-58
- Zeichen 278-90
Ende der zulässigen Höchstgeschwindigkeit;
bisher Zeichen 278-59
- Zeichen 278-100
Ende der zulässigen Höchstgeschwindigkeit;
bisher Zeichen 278-60
- Zeichen 278-110
Ende der zulässigen Höchstgeschwindigkeit;
bisher Zeichen 278-61
- Zeichen 278-120
Ende der zulässigen Höchstgeschwindigkeit;
bisher Zeichen 278-62
- Zeichen 278-130
Ende der zulässigen Höchstgeschwindigkeit;
bisher Zeichen 278-63
- Zeichen 279-30
Ende der vorgeschriebenen Mindestgeschwindigkeit,
Neu: die Unternummer ändert sich mit dem angegebenen Zahlenwert;
bisher Zeichen 279
- Zeichen 280
Ende des Überholverbotes für Kraftfahrzeuge aller Art
- Zeichen 281
Ende des Überholverbotes für Kraftfahrzeuge über 3,5 t
- Zeichen 282
Ende sämtlicher streckenbezogener Geschwindigkeitsbeschränkungen und Überholverbote

### Halt- und Parkverbote

Zeichen 286-21 Eingeschränktes Haltverbot (Anfang), Aufstellung links; neues Zeichen
Zeichen 286-31 Eingeschränktes Haltverbot (Mitte), Aufstellung links; neues Zeichen
Zeichen 286-11 Eingeschränktes Haltverbot (Ende), Aufstellung links; neues Zeichen

Zeichen 290.1 Beginn eines eingeschränkten Haltverbotes für eine Zone
Zeichen 290.2 Ende eines eingeschränkten Haltverbotes für eine Zone

Zeichen 283 Absolutes Haltverbot; bisher Zeichen 283-50
Zeichen 286 Eingeschränktes Haltverbot; bisher Zeichen 286-50

Bei Aufstellung rechts drehen die Pfeile gegen den Uhrzeigersinn.

Die Zeichen werden in Fahrtrichtung wie folgt nacheinander passiert:

Zeichen 283-21 Absolutes Haltverbot (Anfang), Aufstellung links; neues Zeichen
Zeichen 283-31 Absolutes Haltverbot (Mitte), Aufstellung links; neues Zeichen
Zeichen 283-11 Absolutes Haltverbot (Ende), Aufstellung links; neues Zeichen

Zeichen 283-10 Absolutes Haltverbot (Anfang), Aufstellung rechts
Zeichen 283-30 Absolutes Haltverbot (Mitte), Aufstellung rechts
Zeichen 283-20 Absolutes Haltverbot (Ende), Aufstellung rechts

Zeichen 286-10 Eingeschränktes Haltverbot (Anfang), Aufstellung rechts
Zeichen 286-30 Eingeschränktes Haltverbot (Mitte), Aufstellung rechts
Zeichen 286-20 Eingeschränktes Haltverbot (Ende), Aufstellung rechts

Bei Aufstellung auf der linken Seite, dies erfolgt nur in Einbahnstraßen, drehen die Pfeile mit dem Uhrzeigersinn.

Die Zeichen werden in Fahrtrichtung wie folgt nacheinander passiert:
- Zeichen 283-21
Absolutes Haltverbot (Anfang), Aufstellung links;
neues Zeichen
- Zeichen 283-31
Absolutes Haltverbot (Mitte), Aufstellung links;
neues Zeichen
- Zeichen 283-11
Absolutes Haltverbot (Ende), Aufstellung links;
neues Zeichen

- Zeichen 286-21
Eingeschränktes Haltverbot (Anfang), Aufstellung links;
neues Zeichen
- Zeichen 286-31
Eingeschränktes Haltverbot (Mitte), Aufstellung links;
neues Zeichen
- Zeichen 286-11
Eingeschränktes Haltverbot (Ende), Aufstellung links;
neues Zeichen

- Zeichen 290.1
Beginn eines eingeschränkten Haltverbotes für eine Zone
- Zeichen 290.2
 Ende eines eingeschränkten Haltverbotes für eine Zone

### Markierungen

Zeichen 340 Leitlinie
Zeichen 341 Wartelinie

Zeichen 293 Fußgängerüberweg
Zeichen 294 Haltlinie
Zeichen 295 Fahrstreifenbegrenzung und Fahrbahnbegrenzung
Zeichen 296 Einseitige Fahrstreifenbegrenzung
Zeichen 297 Pfeilmarkierungen
Zeichen 297.1 Vorankündigungspfeil
Zeichen 297.1-21 Vorankündigungspfeil zur Anzeige eines Fahrstreifenendes; neues Zeichen
Zeichen 298 Sperrfläche
Zeichen 299 Grenzmarkierung für Halt- oder Parkverbote

## Richtzeichen nach Anlage 3 (zu § 42 Absatz 2 StVO)
Nachstehend die entsprechenden Zeichen nach den Vorgaben von Teil 4 des Verkehrszeichenkatalogs. Die 1976 eingeführten und 1992 überarbeiteten Rückseiten für Ortstafeln mit weißem Feld im oberen Abschnitt (Zeichen 311-51) sind nicht mehr vorgesehen. Bestehende Ausschilderungen bleiben jedoch gültig.

### Vorrangzeichen

Zeichen 301 Vorfahrt
Zeichen 306 Vorfahrtstraße
Zeichen 307 Ende der Vorfahrtstraße
Zeichen 308 Vorrang vor dem Gegenverkehr

### Ortstafel

Zeichen 310 Ortstafel Vorderseite (diese Nummer trug das Zeichen bereits vor 1992); bisher Zeichen 310-50
Zeichen 311 Ortstafel Rückseite (diese Nummer trug das Zeichen bereits vor 1992); bisher Zeichen 311-50

### Parken

Zeichen 314-50 Parkhaus, Parkgarage; neues Zeichen

Zeichen 314.1 Beginn einer Parkraumbewirtschaftungszone
Zeichen 314.2 Ende einer Parkraumbewirtschaftungszone

Zeichen 315-50 Parken auf Gehwegen – halb in Fahrtrichtung links
Zeichen 315-51 Parken auf Gehwegen – halb in Fahrtrichtung links, Anfang
Zeichen 315-53 Parken auf Gehwegen – halb in Fahrtrichtung links, Mitte
Zeichen 315-52 Parken auf Gehwegen – halb in Fahrtrichtung links, Ende

Zeichen 315-55 Parken auf Gehwegen – halb in Fahrtrichtung rechts
Zeichen 315-56 Parken auf Gehwegen – halb in Fahrtrichtung rechts, Anfang
Zeichen 315-58 Parken auf Gehwegen – halb in Fahrtrichtung rechts, Mitte
Zeichen 315-57 Parken auf Gehwegen – halb in Fahrtrichtung rechts, Ende

Zeichen 315-60 Parken auf Gehwegen – ganz in Fahrtrichtung links
Zeichen 315-61 Parken auf Gehwegen – ganz in Fahrtrichtung links, Anfang
Zeichen 315-63 Parken auf Gehwegen – ganz in Fahrtrichtung links, Mitte
Zeichen 315-62 Parken auf Gehwegen – ganz in Fahrtrichtung links, Ende

Zeichen 315-65 Parken auf Gehwegen – ganz in Fahrtrichtung rechts
Zeichen 315-66 Parken auf Gehwegen – ganz in Fahrtrichtung rechts Anfang
Zeichen 315-68 Parken auf Gehwegen – ganz in Fahrtrichtung rechts, Mitte
Zeichen 315-67 Parken auf Gehwegen – ganz in Fahrtrichtung rechts, Ende

Zeichen 315-70 Parken auf Gehwegen – halb quer zur Fahrtrichtung links
Zeichen 315-71 Parken auf Gehwegen – halb quer zur Fahrtrichtung links, Anfang
Zeichen 315-73 Parken auf Gehwegen – halb quer zur Fahrtrichtung links, Mitte
Zeichen 315-72 Parken auf Gehwegen – halb quer zur Fahrtrichtung links, Ende

Zeichen 315-75 Parken auf Gehwegen – halb quer zur Fahrtrichtung rechts
Zeichen 315-76 Parken auf Gehwegen – halb quer zur Fahrtrichtung rechts, Anfang
Zeichen 315-78 Parken auf Gehwegen – halb quer zur Fahrtrichtung rechts, Mitte
Zeichen 315-77 Parken auf Gehwegen – halb quer zur Fahrtrichtung rechts, Ende

Zeichen 315-80 Parken auf Gehwegen – ganz quer zur Fahrtrichtung links
Zeichen 315-81 Parken auf Gehwegen – ganz quer zur Fahrtrichtung links, Anfang
Zeichen 315-83 Parken auf Gehwegen – ganz quer zur Fahrtrichtung links, Mitte
Zeichen 315-82 Parken auf Gehwegen – ganz quer zur Fahrtrichtung links, Ende

Zeichen 315-85 Parken auf Gehwegen – ganz quer zur Fahrtrichtung rechts
Zeichen 315-86 Parken auf Gehwegen – ganz quer zur Fahrtrichtung rechts, Anfang
Zeichen 315-88 Parken auf Gehwegen – ganz quer zur Fahrtrichtung rechts, Mitte
Zeichen 315-87 Parken auf Gehwegen – ganz quer zur Fahrtrichtung rechts, Ende

Zeichen 316 Parken und Reisen
Zeichen 316-50 Parken und Mitfahren; neues Zeichen
Zeichen 317 Wandererparkplatz
Zeichen 318 Parkscheibe

Zeichen 314 Parken; bisher Zeichen 314-50

Aufstellung rechts, in Reihenfolge wie beim Fahren in Fahrtrichtung passiert:

Zeichen 314-10 Parken, Anfang (Aufstellung rechts) oder Ende (Aufstellung links)
Zeichen 314-30 Parken Mitte Aufstellung rechts neues Zeichen; bis zur Umbenennung 2021 „(Aufstellung rechts oder links)“[21]
Zeichen 314-20 Parken, Ende (Aufstellung rechts) oder Anfang (Aufstellung links)

Aufstellung links, in Reihenfolge wie beim Fahren in Fahrtrichtung passiert:

Zeichen 314-20 Parken, Ende (Aufstellung rechts) oder Anfang (Aufstellung links)
Zeichen 314-31 Parken Mitte (Aufstellung links) neues Zeichen; bis 2021 nummernlos[21]
Zeichen 314-10 Parken, Anfang (Aufstellung rechts) oder Ende (Aufstellung links)

- Zeichen 314-50
Parkhaus, Parkgarage;
neues Zeichen

- Zeichen 314.1
Beginn einer Parkraumbewirtschaftungszone
- Zeichen 314.2
Ende einer Parkraumbewirtschaftungszone

- Zeichen 315-50
Parken auf Gehwegen – halb in Fahrtrichtung links
- Zeichen 315-51
Parken auf Gehwegen – halb in Fahrtrichtung links, Anfang
- Zeichen 315-53
Parken auf Gehwegen – halb in Fahrtrichtung links, Mitte
- Zeichen 315-52
Parken auf Gehwegen – halb in Fahrtrichtung links, Ende

- Zeichen 315-55
Parken auf Gehwegen – halb in Fahrtrichtung rechts
- Zeichen 315-56
Parken auf Gehwegen – halb in Fahrtrichtung rechts, Anfang
- Zeichen 315-58
Parken auf Gehwegen – halb in Fahrtrichtung rechts, Mitte
- Zeichen 315-57
Parken auf Gehwegen – halb in Fahrtrichtung rechts, Ende

- Zeichen 315-60
Parken auf Gehwegen – ganz in Fahrtrichtung links
- Zeichen 315-61
Parken auf Gehwegen – ganz in Fahrtrichtung links, Anfang
- Zeichen 315-63
Parken auf Gehwegen – ganz in Fahrtrichtung links, Mitte
- Zeichen 315-62
Parken auf Gehwegen – ganz in Fahrtrichtung links, Ende

- Zeichen 315-65
Parken auf Gehwegen – ganz in Fahrtrichtung rechts
- Zeichen 315-66
Parken auf Gehwegen – ganz in Fahrtrichtung rechts Anfang
- Zeichen 315-68
Parken auf Gehwegen – ganz in Fahrtrichtung rechts, Mitte
- Zeichen 315-67
Parken auf Gehwegen – ganz in Fahrtrichtung rechts, Ende

- Zeichen 315-70
Parken auf Gehwegen – halb quer zur Fahrtrichtung links
- Zeichen 315-71
Parken auf Gehwegen – halb quer zur Fahrtrichtung links, Anfang
- Zeichen 315-73
Parken auf Gehwegen – halb quer zur Fahrtrichtung links, Mitte
- Zeichen 315-72
Parken auf Gehwegen – halb quer zur Fahrtrichtung links, Ende

- Zeichen 315-75
Parken auf Gehwegen – halb quer zur Fahrtrichtung rechts
- Zeichen 315-76
Parken auf Gehwegen – halb quer zur Fahrtrichtung rechts, Anfang
- Zeichen 315-78
Parken auf Gehwegen – halb quer zur Fahrtrichtung rechts, Mitte
- Zeichen 315-77
Parken auf Gehwegen – halb quer zur Fahrtrichtung rechts, Ende

- Zeichen 315-80
Parken auf Gehwegen – ganz quer zur Fahrtrichtung links
- Zeichen 315-81
Parken auf Gehwegen – ganz quer zur Fahrtrichtung links, Anfang
- Zeichen 315-83
Parken auf Gehwegen – ganz quer zur Fahrtrichtung links, Mitte
- Zeichen 315-82
Parken auf Gehwegen – ganz quer zur Fahrtrichtung links, Ende

- Zeichen 315-85
Parken auf Gehwegen – ganz quer zur Fahrtrichtung rechts
- Zeichen 315-86
Parken auf Gehwegen – ganz quer zur Fahrtrichtung rechts, Anfang
- Zeichen 315-88
Parken auf Gehwegen – ganz quer zur Fahrtrichtung rechts, Mitte
- Zeichen 315-87
Parken auf Gehwegen – ganz quer zur Fahrtrichtung rechts, Ende

- Zeichen 316
Parken und Reisen
- Zeichen 316-50
Parken und Mitfahren;
neues Zeichen
- Zeichen 317
Wandererparkplatz
- Zeichen 318
Parkscheibe[22]

### Verkehrsberuhigter Bereich

Zeichen 325.1 Beginn eines verkehrsberuhigten Bereichs
Zeichen 325.2 Ende eines verkehrsberuhigten Bereichs

### Tunnel

Zeichen 327 Tunnel
Zeichen 327-50 Tunnel, mit Längenangabe in m
Zeichen 327-51 Tunnel, mit Längenangabe in km; neues Zeichen

### Nothalte- und Pannenbucht

Zeichen 328 Nothalte- und Pannenbucht

### Autobahnen und Kraftfahrstraßen

Zeichen 333 Ausfahrt von der Autobahn (diese Nummer trug das Zeichen bereits vor 1992); bisher Zeichen 333-20
Zeichen 333.1 Ausfahrt von anderen Straßen außerhalb der Autobahn; bisher Zeichen 333-21
Zeichen 333.1-20 Ausfahrt von anderen Straßen außerhalb der Autobahn; bisher Zeichen 333-22

Zeichen 330.1 Autobahn
Zeichen 330.2 Ende der Autobahn

Zeichen 331.1 Kraftfahrstraße
Zeichen 331.2 Ende der Kraftfahrstraße

Zeichen 332 Ausfahrttafel auf der Autobahn (diese Nummer trug das Zeichen bereits vor 1992); bisher Zeichen 332-20
Zeichen 332.1 Ausfahrttafel auf anderen Straßen außerhalb der Autobahn; bisher Zeichen 332-21
Zeichen 332.1-20 Ausfahrttafel auf anderen Straßen außerhalb der Autobahn, in Weiß mit Zielen nach Zeichen 432; bisher Zeichen 332-22

- Zeichen 333
Ausfahrt von der Autobahn
(diese Nummer trug das Zeichen bereits vor 1992);
bisher Zeichen 333-20
- Zeichen 333.1
Ausfahrt von anderen Straßen außerhalb der Autobahn;
bisher Zeichen 333-21
- Zeichen 333.1-20
Ausfahrt von anderen Straßen außerhalb der Autobahn;
bisher Zeichen 333-22

### Markierungen
- Zeichen 340
Leitlinie
- Zeichen 341
Wartelinie

### Hinweise

Zeichen 350-10 Fußgängerüberweg, Aufstellung rechts
Zeichen 350-20 Fußgängerüberweg, Aufstellung links
Zeichen 354 Wasserschutzgebiet
Zeichen 356 Verkehrshelfer
Zeichen 357 Sackgasse
Zeichen 357-50 Sackgasse; für Radverkehr und Fußgänger durchlässige Sackgasse
Zeichen 357-51 Sackgasse; für Fußgänger durchlässige Sackgasse
Zeichen 357-52 für Radverkehr durchlässige Sackgasse
Zeichen 358 Erste Hilfe
Zeichen 363 Polizei
Zeichen 365-50 Fernsprecher
Zeichen 365-51 Notrufsäule
Zeichen 365-52 Tankstelle
Zeichen 365-53 Tankstelle mit Autogas
Zeichen 365-54 Tankstelle mit Erdgas
Zeichen 365-55 Autobahnhotel
Zeichen 365-56 Autobahngasthaus
Zeichen 365-57 Autobahnkiosk
Zeichen 365-58 Toilette
Zeichen 365-59 Autobahnkapelle
Zeichen 365-60 Zelt- und Wohnwagenplatz
Zeichen 365-61 Informationsstelle
Zeichen 365-62 Pannenhilfe; bisher Zeichen 359
Zeichen 365-63 Fußgängerunterführung
Zeichen 365-64 Fußgängerüberführung
Zeichen 365-65 Ladestation für Elektrofahrzeuge
Zeichen 365-66 Wasserstofftankstelle
Zeichen 365-67 Wohnmobilplatz; neues Zeichen
Zeichen 365-68 Wohnmobil- und Wohnwagenplatz; neues Zeichen
Zeichen 385 Ortshinweistafel (war von 1971 bis 1992 schon einmal Zeichen 385); bisher Zeichen 385-50
Zeichen 386.1 Touristischer Hinweis
Zeichen 386.1-10 Touristischer Hinweis als Wegweiser – Wegweiser linksweisend
Zeichen 386.1-11 Touristischer Hinweis als Wegweiser – Vorwegweiser linksweisend; veränderte Zeichenhöhe
Zeichen 386.1-12 Touristischer Hinweis als Wegweiser – Pfeilwegweiser linksweisend
Zeichen 386.1-20 Touristischer Hinweis als Wegweiser – Wegweiser rechtsweisend; neues Zeichen
Zeichen 386.1-21 Touristischer Hinweis als Wegweiser – Vorwegweiser rechtsweisend; veränderte Zeichenhöhe
Zeichen 386.1-22 Touristischer Hinweis als Wegweiser – Pfeilwegweiser rechtsweisend
Zeichen 386.1-30 Touristischer Hinweis als Wegweiser – Vor-/ Wegweiser geradeaus; neue Funktion: auch als Vorwegweiser
Zeichen 386.1-50 Touristischer Hinweis mit Bezugsziel – Variante „in“; bisher Zeichen 386.1-32
Zeichen 386.1-51 Touristischer Hinweis mit Bezugsziel – Variante „via“; bisher Zeichen 386.1-33
Zeichen 386.1-52 Touristischer Hinweis mit Bezugsziel – Variante „Richtung“; bisher Zeichen 386.1-34
Zeichen 386.1-53 Touristischer Hinweis Fluss oder Kanal; bisher Zeichen 386.1-50
Zeichen 386.2 Touristische Route
Zeichen 386.2-10 Touristische Route, Wegweiser linksweisend; veränderte Zeichenhöhe
Zeichen 386.2-11 Touristische Route, Vorwegweiser linksweisend; neues Zeichen
Zeichen 386.2-12 Touristische Route, Pfeilwegweiser linksweisend; neues Zeichen
Zeichen 386.2-22 Touristische Route, Pfeilwegweiser rechtsweisend; neues Zeichen
Zeichen 386.2-20 Touristische Route, Wegweiser rechtsweisend; veränderte Zeichenhöhe
Zeichen 386.2-21 Touristische Route, Vorwegweiser rechtsweisend; neues Zeichen
Zeichen 386.2-30 Touristische Route, Vor-/Wegweiser geradeaus; neues Zeichen
Zeichen 386.2-51 Touristischer Hinweis mit Bezugsziel „via“; neues Zeichen
Zeichen 386.2-52 Touristischer Hinweis mit Bezugsziel „Richtung“; bisher Zeichen 386.2-30
Zeichen 386.2-53 Touristische Route als Hinweisschild; neues Zeichen
Zeichen 386.3 Touristische Unterrichtungstafel
Zeichen 386.3-50 Touristische Unterrichtungstafel, Erinnerungstafel gemäß „Brocken-Erklärung“
Zeichen 390 Mautpflicht nach dem Bundesfernstraßenmautgesetz
Zeichen 390.2 Ende der Mautpflicht nach dem Bundesfernstraßenmautgesetz
Zeichen 391 Mautpflichtige Strecke
Zeichen 392 Zollstelle
Zeichen 393 Informationstafel an Grenzübergangsstellen an der Autobahn (3600 × 2500 mm)
Zeichen 393 Informationstafel an Grenzübergangsstellen an anderen Straßen (2400 × 1650 mm)
Zeichen 394 Laternenring
Zeichen 394-50 Laternenring – Schild

### Wegweisung und Umleitungsbeschilderung

Zeichen 415-10 Pfeilwegweiser auf Bundesstraßen – linksweisend
Zeichen 415-20 Pfeilwegweiser auf Bundesstraßen – rechtsweisend

Zeichen 418-10 Pfeilwegweiser auf sonstigen Straßen mit größerer Verkehrsbedeutung – linksweisend
Zeichen 418-20 Pfeilwegweiser auf sonstigen Straßen mit größerer Verkehrsbedeutung – rechtsweisend

Zeichen 419-10 Pfeilwegweiser auf sonstigen Straßen mit geringerer Verkehrsbedeutung – linksweisend
Zeichen 419-20 Pfeilwegweiser auf sonstigen Straßen mit geringerer Verkehrsbedeutung – rechtsweisend

Zeichen 421-10 Pfeilwegweiser für bestimmte Verkehrsarten, KFZ mit einer zulässigen Gesamtmasse über 3,5 t – linksweisend
Zeichen 421-20 Pfeilwegweiser für bestimmte Verkehrsarten, KFZ mit einer zulässigen Gesamtmasse über 3,5 t – rechtsweisend

Zeichen 421-11 Pfeilwegweiser für bestimmte Verkehrsarten, kennzeichnungspflichtige Fahrzeuge mit gefährlichen Gütern – linksweisend
Zeichen 421-21 Pfeilwegweiser für bestimmte Verkehrsarten, kennzeichnungspflichtige Fahrzeuge mit gefährlichen Gütern – rechtsweisend

Zeichen 421-12 Pfeilwegweiser für bestimmte Verkehrsarten, Fahrzeuge mit wassergefährdender Ladung – linksweisend
Zeichen 421-22 Pfeilwegweiser für bestimmte Verkehrsarten, Fahrzeuge mit wassergefährdender Ladung – rechtsweisend

Zeichen 422-10 KFZ mit einer zulässigen Gesamtmasse über 3,5 t – hier links
Zeichen 422-11 KFZ mit einer zulässigen Gesamtmasse über 3,5 t – links einordnen
Zeichen 422-20 KFZ mit einer zulässigen Gesamtmasse über 3,5 t – hier rechts
Zeichen 422-21 KFZ mit einer zulässigen Gesamtmasse über 3,5 t – rechts einordnen
Zeichen 422-30 KFZ mit einer zulässigen Gesamtmasse über 3,5 t – geradeaus

Zeichen 422-12 Kennzeichnungspflichtige Fahrzeuge mit gefährlichen Gütern – hier links
Zeichen 422-13 Kennzeichnungspflichtige Fahrzeuge mit gefährlichen Gütern – links einordnen
Zeichen 422-22 Kennzeichnungspflichtige Fahrzeuge mit gefährlichen Gütern – hier rechts
Zeichen 422-23 Kennzeichnungspflichtige Fahrzeuge mit gefährlichen Gütern – rechts einordnen
Zeichen 422-32 Kennzeichnungspflichtige Fahrzeuge mit gefährlichen Gütern – geradeaus; bisher Zeichen 422-31

Zeichen 422-14 Fahrzeuge mit wassergefährdender Ladung – hier links
Zeichen 422-15 Fahrzeuge mit wassergefährdender Ladung – links einordnen
Zeichen 422-24 Fahrzeuge mit wassergefährdender Ladung – hier rechts
Zeichen 422-25 Fahrzeuge mit wassergefährdender Ladung – rechts einordnen
Zeichen 422-34 Fahrzeuge mit wassergefährdender Ladung – geradeaus; bisher Zeichen 422-32

Zeichen 422-16 Radverkehr – hier links; neues Zeichen
Zeichen 422-17 Radverkehr – links einordnen; neues Zeichen
Zeichen 422-26 Radverkehr – hier rechts; neues Zeichen
Zeichen 422-27 Radverkehr – rechts einordnen; neues Zeichen
Zeichen 422-36 Radverkehr – geradeaus; bisher Zeichen 442-30

Zeichen 430-10 Wegweiser zur Autobahn – linksweisend
Zeichen 430-20 Wegweiser zur Autobahn – rechtsweisend
Zeichen 432-10 Pfeilwegweiser zu Zielen mit erheblicher Verkehrsbedeutung – linksweisend
Zeichen 432-20 Pfeilwegweiser zu Zielen mit erheblicher Verkehrsbedeutung – rechtsweisend

Zeichen 434-50 Tabellenwegweiser kompakte Form; bisher Zeichen 434
Zeichen 434-51 Tabellenwegweiser teilaufgelöste Form; neues Zeichen
Zeichen 434-52 Tabellenwegweiser, aufgelöste Form (nur innerorts) mit Bundesstraßennummer
Zeichen 434-53 Tabellenwegweiser, aufgelöste Form (nur innerorts) ohne Bundesstraßennummer

Zeichen 437 Straßennamensschild
Zeichen 438 Vorwegweiser außerhalb von Autobahnen
Zeichen 439 Gegliederter Vorwegweiser außerhalb von Autobahnen
Zeichen 440 Vorwegweiser zur Autobahn
Zeichen 441 Gegliederter Vorwegweiser zur Autobahn

Zeichen 442-10 KFZ mit einer zulässigen Gesamtmasse über 3,5 t – linksweisend; bisher Zeichen 442-11
Zeichen 442-20 KFZ mit einer zulässigen Gesamtmasse über 3,5 t – rechtsweisend; bisher Zeichen 442-21
Zeichen 442-50 KFZ mit einer zulässigen Gesamtmasse über 3,5 t – ohne Pfeilsymbol; neues Zeichen

Zeichen 442-11 Kennzeichnungspflichtige Fahrzeuge mit gefährlichen Gütern – linksweisend
Zeichen 442-21 Kennzeichnungspflichtige Fahrzeuge mit gefährlichen Gütern – rechtsweisend
Zeichen 442-51 Kennzeichnungspflichtige Fahrzeuge mit gefährlichen Gütern – ohne Pfeilsymbol; neues Zeichen

Zeichen 442-12 Fahrzeuge mit wassergefährdender Ladung – linksweisend; bisher Zeichen 442-13
Zeichen 442-22 Fahrzeuge mit wassergefährdender Ladung – rechtsweisend; bisher Zeichen 442-23
Zeichen 442-52 Fahrzeuge mit wassergefährdender Ladung – ohne Pfeilsymbol; neues Zeichen

Zeichen 442-13 Radverkehr – linksweisend; bisher Zeichen 442-10
Zeichen 442-23 Radverkehr – rechtsweisend; bisher Zeichen 442-20
Zeichen 442-53 Radverkehr – ohne Pfeilsymbol; neues Zeichen

Zeichen 448 Ankündigungstafel
Zeichen 448-50 Ankündigungstafel auf anderen Straßen außerhalb von Autobahnen
Zeichen 448.1 Autohof
Zeichen 449 Vorwegweiser auf Autobahnen
Zeichen 449-50 Vorwegweiser auf anderen Straßen außerhalb von Autobahnen

Zeichen 450-50 Ankündigungsbake einstreifig (100 m)
Zeichen 450-51 Ankündigungsbake zweistreifig (200 m)
Zeichen 450-52 Ankündigungsbake dreistreifig (300 m)

Zeichen 450-53 Ankündigungsbake einstreifig (100 m, gelb)
Zeichen 450-54 Ankündigungsbake zweistreifig (200 m, gelb)
Zeichen 450-55 Ankündigungsbake dreistreifig (300 m, gelb)

Zeichen 453 Entfernungstafel
Zeichen 453-50 Entfernungstafel auf autobahnähnlich ausgebauten, zweibahnigen Straßen
Zeichen 454-10 Umleitungswegweiser, linksweisend
Zeichen 454-20 Umleitungswegweiser, rechtsweisend

Zeichen 455.1-10 Ankündigung oder Fortsetzung der Umleitung, Vorankündigung links
Zeichen 455.1-11 Ankündigung oder Fortsetzung der Umleitung, hier links
Zeichen 455.1-12 Ankündigung oder Fortsetzung der Umleitung, links einordnen

Zeichen 455.1-20 Ankündigung oder Fortsetzung der Umleitung, Vorankündigung rechts
Zeichen 455.1-21 Ankündigung oder Fortsetzung der Umleitung, hier rechts
Zeichen 455.1-22 Ankündigung oder Fortsetzung der Umleitung, rechts einordnen
Zeichen 455.1-30 Ankündigung oder Fortsetzung der Umleitung, Vorankündigung geradeaus
Zeichen 455.1-50 Ankündigung oder Fortsetzung der Umleitung, ohne Pfeilsymbol; neues Zeichen

Zeichen 455.2 Ende der Umleitung
Zeichen 457.1 Umleitungsankündigung
Zeichen 457.2 Ende der Umleitung
Zeichen 458 Planskizze

Zeichen 460-10 Bedarfsumleitung, Vorankündigung links
Zeichen 460-11 Bedarfsumleitung, hier links
Zeichen 460-12 Bedarfsumleitung, links einordnen

Zeichen 460-20 Bedarfsumleitung, Vorankündigung rechts
Zeichen 460-21 Bedarfsumleitung, hier rechts
Zeichen 460-22 Bedarfsumleitung, rechts einordnen
Zeichen 460-30 Bedarfsumleitung, Vorankündigung geradeaus
Zeichen 460-50 Bedarfsumleitung, ohne Pfeilsysmbol; neues Zeichen
Zeichen 466 Weiterführende Bedarfsumleitung

Zeichen 401 Bundesstraßen
Zeichen 405 Autobahnen
Zeichen 406-50 Knotenpunkte der Autobahnen (ein- oder zweistellige Nummer)
Zeichen 406-51 Knotenpunkte der Autobahnen (drei- oder mehrstellige Nummer)
Zeichen 410 Europastraßen

- Zeichen 415-10
Pfeilwegweiser auf Bundesstraßen – linksweisend
- Zeichen 415-20
Pfeilwegweiser auf Bundesstraßen – rechtsweisend

- Zeichen 418-10
Pfeilwegweiser auf sonstigen Straßen mit größerer Verkehrsbedeutung – linksweisend
- Zeichen 418-20
Pfeilwegweiser auf sonstigen Straßen mit größerer Verkehrsbedeutung – rechtsweisend

- Zeichen 419-10
Pfeilwegweiser auf sonstigen Straßen mit geringerer Verkehrsbedeutung – linksweisend
- Zeichen 419-20
Pfeilwegweiser auf sonstigen Straßen mit geringerer Verkehrsbedeutung – rechtsweisend

- Zeichen 421-10
Pfeilwegweiser für bestimmte Verkehrsarten, KFZ mit einer zulässigen Gesamtmasse über 3,5 t – linksweisend
- Zeichen 421-20
Pfeilwegweiser für bestimmte Verkehrsarten, KFZ mit einer zulässigen Gesamtmasse über 3,5 t – rechtsweisend

- Zeichen 421-11
Pfeilwegweiser für bestimmte Verkehrsarten, kennzeichnungspflichtige Fahrzeuge mit gefährlichen Gütern – linksweisend
- Zeichen 421-21
Pfeilwegweiser für bestimmte Verkehrsarten, kennzeichnungspflichtige Fahrzeuge mit gefährlichen Gütern – rechtsweisend

- Zeichen 421-12
Pfeilwegweiser für bestimmte Verkehrsarten, Fahrzeuge mit wassergefährdender Ladung – linksweisend
- Zeichen 421-22
Pfeilwegweiser für bestimmte Verkehrsarten, Fahrzeuge mit wassergefährdender Ladung – rechtsweisend

- Zeichen 422-10
KFZ mit einer zulässigen Gesamtmasse über 3,5 t – hier links
- Zeichen 422-11
KFZ mit einer zulässigen Gesamtmasse über 3,5 t – links einordnen
- Zeichen 422-20
KFZ mit einer zulässigen Gesamtmasse über 3,5 t – hier rechts
- Zeichen 422-21
KFZ mit einer zulässigen Gesamtmasse über 3,5 t – rechts einordnen
- Zeichen 422-30
KFZ mit einer zulässigen Gesamtmasse über 3,5 t – geradeaus

- Zeichen 422-12
Kennzeichnungspflichtige Fahrzeuge mit gefährlichen Gütern – hier links
- Zeichen 422-13
Kennzeichnungspflichtige Fahrzeuge mit gefährlichen Gütern – links einordnen
- Zeichen 422-22
Kennzeichnungspflichtige Fahrzeuge mit gefährlichen Gütern – hier rechts
- Zeichen 422-23
Kennzeichnungspflichtige Fahrzeuge mit gefährlichen Gütern – rechts einordnen
- Zeichen 422-32
Kennzeichnungspflichtige Fahrzeuge mit gefährlichen Gütern – geradeaus;
bisher Zeichen 422-31

- Zeichen 422-14
Fahrzeuge mit wassergefährdender Ladung – hier links
- Zeichen 422-15
Fahrzeuge mit wassergefährdender Ladung – links einordnen
- Zeichen 422-24
Fahrzeuge mit wassergefährdender Ladung – hier rechts
- Zeichen 422-25
Fahrzeuge mit wassergefährdender Ladung – rechts einordnen
- Zeichen 422-34
Fahrzeuge mit wassergefährdender Ladung – geradeaus;
bisher Zeichen 422-32

- Zeichen 422-16
Radverkehr – hier links;
neues Zeichen
- Zeichen 422-17
Radverkehr – links einordnen;
neues Zeichen
- Zeichen 422-26
Radverkehr – hier rechts;
neues Zeichen
- Zeichen 422-27
Radverkehr – rechts einordnen;
neues Zeichen
- Zeichen 422-36
Radverkehr – geradeaus;
bisher Zeichen 442-30

- Zeichen 430-10
Wegweiser zur Autobahn – linksweisend
- Zeichen 430-20
Wegweiser zur Autobahn – rechtsweisend
- Zeichen 432-10
Pfeilwegweiser zu Zielen mit erheblicher Verkehrsbedeutung – linksweisend
- Zeichen 432-20
Pfeilwegweiser zu Zielen mit erheblicher Verkehrsbedeutung – rechtsweisend

- Zeichen 434-50
Tabellenwegweiser kompakte Form;
bisher Zeichen 434
- Zeichen 434-51
Tabellenwegweiser teilaufgelöste Form;
neues Zeichen
- Zeichen 434-52
Tabellenwegweiser, aufgelöste Form (nur innerorts) mit Bundesstraßennummer
- Zeichen 434-53
Tabellenwegweiser, aufgelöste Form (nur innerorts) ohne Bundesstraßennummer

- Zeichen 437
Straßennamensschild
- Zeichen 438
Vorwegweiser außerhalb von Autobahnen
- Zeichen 439
Gegliederter Vorwegweiser außerhalb von Autobahnen
- Zeichen 440
Vorwegweiser zur Autobahn
- Zeichen 441
Gegliederter Vorwegweiser zur Autobahn

- Zeichen 442-10
 KFZ mit einer zulässigen Gesamtmasse über 3,5 t – linksweisend;
bisher Zeichen 442-11
- Zeichen 442-20
 KFZ mit einer zulässigen Gesamtmasse über 3,5 t – rechtsweisend;
bisher Zeichen 442-21
- Zeichen 442-50
KFZ mit einer zulässigen Gesamtmasse über 3,5 t – ohne Pfeilsymbol;
neues Zeichen

- Zeichen 442-11
Kennzeichnungspflichtige Fahrzeuge mit gefährlichen Gütern – linksweisend
- Zeichen 442-21
Kennzeichnungspflichtige Fahrzeuge mit gefährlichen Gütern – rechtsweisend
- Zeichen 442-51
Kennzeichnungspflichtige Fahrzeuge mit gefährlichen Gütern – ohne Pfeilsymbol;
neues Zeichen

- Zeichen 442-12
Fahrzeuge mit wassergefährdender Ladung – linksweisend;
bisher Zeichen 442-13
- Zeichen 442-22
Fahrzeuge mit wassergefährdender Ladung – rechtsweisend;
bisher Zeichen 442-23
- Zeichen 442-52
Fahrzeuge mit wassergefährdender Ladung – ohne Pfeilsymbol;
neues Zeichen

- Zeichen 442-13
Radverkehr – linksweisend;
bisher Zeichen 442-10
- Zeichen 442-23
Radverkehr – rechtsweisend;
bisher Zeichen 442-20
- Zeichen 442-53
Radverkehr – ohne Pfeilsymbol;
neues Zeichen

- Zeichen 448
Ankündigungstafel
- Zeichen 448-50
Ankündigungstafel auf anderen Straßen außerhalb von Autobahnen
- Zeichen 448.1
Autohof
- Zeichen 449
Vorwegweiser auf Autobahnen
- Zeichen 449-50
Vorwegweiser auf anderen Straßen außerhalb von Autobahnen

- Zeichen 450-50
Ankündigungsbake einstreifig (100 m)
- Zeichen 450-51
Ankündigungsbake zweistreifig (200 m)
- Zeichen 450-52
Ankündigungsbake dreistreifig (300 m)

- Zeichen 450-53
Ankündigungsbake einstreifig (100 m, gelb)
- Zeichen 450-54
Ankündigungsbake zweistreifig (200 m, gelb)
- Zeichen 450-55
Ankündigungsbake dreistreifig (300 m, gelb)

- Zeichen 453
Entfernungstafel
- Zeichen 453-50
Entfernungstafel auf autobahnähnlich ausgebauten, zweibahnigen Straßen
- Zeichen 454-10
Umleitungswegweiser, linksweisend
- Zeichen 454-20
Umleitungswegweiser, rechtsweisend

- Zeichen 455.1-10
Ankündigung oder Fortsetzung der Umleitung, Vorankündigung links
- Zeichen 455.1-11
Ankündigung oder Fortsetzung der Umleitung, hier links
- Zeichen 455.1-12
Ankündigung oder Fortsetzung der Umleitung, links einordnen

- Zeichen 455.1-20
Ankündigung oder Fortsetzung der Umleitung, Vorankündigung rechts
- Zeichen 455.1-21
Ankündigung oder Fortsetzung der Umleitung, hier rechts
- Zeichen 455.1-22
Ankündigung oder Fortsetzung der Umleitung, rechts einordnen
- Zeichen 455.1-30
Ankündigung oder Fortsetzung der Umleitung, Vorankündigung geradeaus
- Zeichen 455.1-50
Ankündigung oder Fortsetzung der Umleitung, ohne Pfeilsymbol;
neues Zeichen

- Zeichen 455.2
Ende der Umleitung
- Zeichen 457.1
Umleitungsankündigung
- Zeichen 457.2
Ende der Umleitung
- Zeichen 458
Planskizze

- Zeichen 460-10
Bedarfsumleitung, Vorankündigung links
- Zeichen 460-11
Bedarfsumleitung, hier links
- Zeichen 460-12
Bedarfsumleitung, links einordnen

- Zeichen 460-20
Bedarfsumleitung, Vorankündigung rechts
- Zeichen 460-21
Bedarfsumleitung, hier rechts
- Zeichen 460-22
Bedarfsumleitung, rechts einordnen
- Zeichen 460-30
Bedarfsumleitung, Vorankündigung geradeaus
- Zeichen 460-50
Bedarfsumleitung, ohne Pfeilsysmbol;
neues Zeichen
- Zeichen 466
Weiterführende Bedarfsumleitung

### Sonstige Verkehrsführung

Zeichen 501-20 Überleitungstafel – ohne Gegenverkehr – einstreifig nach rechts
Zeichen 501-21 Überleitungstafel – ohne Gegenverkehr – zweistreifig nach rechts
Zeichen 501-22 Überleitungstafel – ohne Gegenverkehr – dreistreifig nach rechts

Zeichen 501-13 Überleitungstafel – ohne Gegenverkehr – zweistreifig nach links, ein Fahrstreifen übergeleitet
Zeichen 501-14 Überleitungstafel – ohne Gegenverkehr – dreistreifig nach links, ein Fahrstreifen übergeleitet
Zeichen 501-15 Überleitungstafel – ohne Gegenverkehr – dreistreifig nach links, davon zwei Fahrstreifen übergeleitet; neues Zeichen

Zeichen 501-23 Überleitungstafel – ohne Gegenverkehr – zweistreifig nach rechts, ein Fahrstreifen übergeleitet
Zeichen 501-24 Überleitungstafel – ohne Gegenverkehr – dreistreifig nach rechts, ein Fahrstreifen übergeleitet
Zeichen 501-25 Überleitungstafel – ohne Gegenverkehr – dreistreifig nach rechts, davon zwei Fahrstreifen übergeleitet; neues Zeichen

Zeichen 501-16 Überleitungstafel – ohne Gegenverkehr – einstreifig nach links und einstreifig geradeaus; bisher Zeichen 501-15
Zeichen 501-17 Überleitungstafel – ohne Gegenverkehr – einstreifig nach links und zweistreifig geradeaus; bisher Zeichen 501-16
Zeichen 501-18 Überleitungstafel – ohne Gegenverkehr – zweistreifig nach links und einstreifig geradeaus; bisher Zeichen 501-17

Zeichen 501-26 Überleitungstafel – ohne Gegenverkehr – einstreifig nach rechts und einstreifig geradeaus; neues Zeichen
Zeichen 501-27 Überleitungstafel – ohne Gegenverkehr – einstreifig nach rechts und zweistreifig geradeaus; neues Zeichen
Zeichen 501-28 Überleitungstafel – ohne Gegenverkehr – zweistreifig nach rechts und einstreifig geradeaus; neues Zeichen

Zeichen 505-11 Überleitungstafel – ohne Gegenverkehr und mit integriertem Zeichen 264 – zweistreifig nach links bisher Zeichen 505-12
Zeichen 505-12 Überleitungstafel – ohne Gegenverkehr und mit integriertem Zeichen 264 – dreistreifig nach links neues Zeichen

Zeichen 505-21 Überleitungstafel – ohne Gegenverkehr und mit integriertem Zeichen 264 – zweistreifig nach rechts bisher Zeichen 505-22
Zeichen 505-22 Überleitungstafel – ohne Gegenverkehr und mit integriertem Zeichen 264 – dreistreifig nach rechts neues Zeichen

Zeichen 511-10 Verschwenkungstafel – ohne Gegenverkehr – einstreifig nach links
Zeichen 511-11 Verschwenkungstafel – ohne Gegenverkehr – zweistreifig nach links
Zeichen 511-12 Verschwenkungstafel – ohne Gegenverkehr – dreistreifig nach links

Zeichen 511-20 Verschwenkungstafel – ohne Gegenverkehr – einstreifig nach rechts
Zeichen 511-21 Verschwenkungstafel – ohne Gegenverkehr – zweistreifig nach rechts
Zeichen 511-22 Verschwenkungstafel – ohne Gegenverkehr – dreistreifig nach rechts

Zeichen 511-25 Verschwenkungstafel – ohne Gegenverkehr – einstreifige Verschwenkung auf den Seitenstreifen; neues Zeichen
Zeichen 511-26 Verschwenkungstafel – ohne Gegenverkehr – zweistreifige Verschwenkung, einstreifig auf den Seitenstreifen; neues Zeichen
Zeichen 511-27 Verschwenkungstafel – ohne Gegenverkehr – dreistreifige Verschwenkung, einstreifig auf den Seitenstreifen; neues Zeichen

Zeichen 513-10 Verschwenkungstafel kurze Verschwenkung – ohne Gegenverkehr – einstreifig nach links
Zeichen 513-11 Verschwenkungstafel kurze Verschwenkung – ohne Gegenverkehr – zweistreifig nach links

Zeichen 513-20 Verschwenkungstafel; kurze Verschwenkung – ohne Gegenverkehr – einstreifig nach rechts
Zeichen 513-21 Verschwenkungstafel kurze Verschwenkung – ohne Gegenverkehr – zweistreifig nach rechts

Zeichen 514-10 Verschwenkungstafel kurze Verschwenkung – mit Gegenverkehr – einstreifig nach links
Zeichen 514-20 Verschwenkungstafel kurze Verschwenkung – mit Gegenverkehr – einstreifig nach rechts

Zeichen 515-11 Verschwenkungstafel – ohne Gegenverkehr mit integriertem Zeichen 264 StVO – zweistreifig nach links; bisher Zeichen 515-12
Zeichen 515-12 Verschwenkungstafel – ohne Gegenverkehr mit integriertem Zeichen 264 StVO – dreistreifig nach links; bisher Zeichen 515-13
Zeichen 515-21 Verschwenkungstafel – ohne Gegenverkehr mit integriertem Zeichen 264 StVO – zweistreifig nach rechts; bisher Zeichen 515-22
Zeichen 515-22 Verschwenkungstafel – ohne Gegenverkehr mit integriertem Zeichen 264 StVO – dreistreifig nach rechts; bisher Zeichen 515-23

Zeichen 521-30 Fahrstreifentafel – ohne Gegenverkehr – zweistreifig in Fahrtrichtung
Zeichen 521-31 Fahrstreifentafel – ohne Gegenverkehr – dreistreifig in Fahrtrichtung
Zeichen 521-32 Fahrstreifentafel – ohne Gegenverkehr – vierstreifig in Fahrtrichtung
Zeichen 521-33 Fahrstreifentafel – ohne Gegenverkehr – fünfstreifig in Fahrtrichtung

Zeichen 522-30 Fahrstreifentafel – mit Gegenverkehr – einstreifig in Fahrtrichtung und einstreifig in Gegenrichtung
Zeichen 522-33 Fahrstreifentafel – mit Gegenverkehr – zweistreifig in Fahrtrichtung und zweistreifig in Gegenrichtung
Zeichen 522-36 Fahrstreifentafel – mit Gegenverkehr – dreistreifig in Fahrtrichtung und dreistreifig in Gegenrichtung

Zeichen 522-31 Fahrstreifentafel – mit Gegenverkehr – zweistreifig in Fahrtrichtung und einstreifig in Gegenrichtung
Zeichen 522-32 Fahrstreifentafel – mit Gegenverkehr – einstreifig in Fahrtrichtung und zweistreifig in Gegenrichtung

Zeichen 522-34 Fahrstreifentafel – mit Gegenverkehr – dreistreifig in Fahrtrichtung und zweistreifig in Gegenrichtung
Zeichen 522-35 Fahrstreifentafel – mit Gegenverkehr – zweistreifig in Fahrtrichtung und dreistreifig in Gegenrichtung

Zeichen 522-37 Fahrstreifentafel – mit Gegenverkehr – dreistreifig in Fahrtrichtung und einstreifig in Gegenrichtung; neues Zeichen
Zeichen 522-38 Fahrstreifentafel – mit Gegenverkehr – einstreifig in Fahrtrichtung und dreistreifig in Gegenrichtung; neues Zeichen

Zeichen 523-30 Fahrstreifentafel – ohne Gegenverkehr mit integriertem Zeichen 274 – zweistreifig in Fahrtrichtung; neues Zeichen
Zeichen 523-31 Fahrstreifentafel – ohne Gegenverkehr mit integriertem Zeichen 274 – dreistreifig in Fahrtrichtung; neues Zeichen

Zeichen 524-30 Fahrstreifentafel – ohne Gegenverkehr mit integriertem Zeichen 253 – zweistreifig in Fahrtrichtung; neues Zeichen
Zeichen 524-31 Fahrstreifentafel – ohne Gegenverkehr mit integriertem Zeichen 253 – dreistreifig in Fahrtrichtung; neues Zeichen
Zeichen 524-32 Fahrstreifentafel – ohne Gegenverkehr mit integriertem Zeichen 253 – vierstreifig in Fahrtrichtung; neues Zeichen
Zeichen 524-33 Fahrstreifentafel – ohne Gegenverkehr mit integriertem Zeichen 253 – fünfstreifig in Fahrtrichtung; neues Zeichen

Zeichen 525-31 Fahrstreifentafel – ohne Gegenverkehr mit integriertem Zeichen 275 – dreistreifig in Fahrtrichtung

Zeichen 526-31 Fahrstreifentafel – mit Gegenverkehr und mit integriertem Zeichen 275 – zweistreifig in Fahrtrichtung und einstreifig in Gegenrichtung; überarbeitetes Zeichen
Zeichen 526-33 Fahrstreifentafel – mit Gegenverkehr und mit integriertem Zeichen 275 – zweistreifig in Fahrtrichtung und zweistreifig in Gegenrichtung

Zeichen 531-10 Einengungstafel – ohne Gegenverkehr – Einzug rechts, noch 1 Fahrstreifen
Zeichen 531-11 Einengungstafel – ohne Gegenverkehr – Einzug rechts, noch 2 Fahrstreifen
Zeichen 531-12 Einengungstafel – ohne Gegenverkehr – Einzug rechts, noch 3 Fahrstreifen
Zeichen 531-13 Einengungstafel – ohne Gegenverkehr – Einzug rechts, noch 4 Fahrstreifen

Zeichen 531-20 Einengungstafel – ohne Gegenverkehr – Einzug links, noch 1 Fahrstreifen
Zeichen 531-21 Einengungstafel – ohne Gegenverkehr – Einzug links, noch 2 Fahrstreifen
Zeichen 531-22 Einengungstafel – ohne Gegenverkehr – Einzug links, noch 3 Fahrstreifen
Zeichen 531-23 Einengungstafel – ohne Gegenverkehr – Einzug links, noch 4 Fahrstreifen

Zeichen 532-10 Einengungstafel – mit Gegenverkehr – Einzug rechts, noch 1 Fahrstreifen und 1 Fahrstreifen in Gegenrichtung
Zeichen 532-20 Einengungstafel – mit Gegenverkehr – Einzug links, noch 1 Fahrstreifen und 1 Fahrstreifen in Gegenrichtung
Zeichen 532-21 Einengungstafel – mit Gegenverkehr – Einzug links, noch 1 Fahrstreifen und 2 Fahrstreifen in Gegenrichtung

Zeichen 533-20 Trennungstafel – ohne Gegenverkehr – zweistreifig durchgehend und einstreifig rechts ab
Zeichen 533-21 Trennungstafel – ohne Gegenverkehr – dreistreifig durchgehend und einstreifig rechts ab
Zeichen 533-22 Trennungstafel – ohne Gegenverkehr – zweistreifig durchgehend und zweistreifig rechts ab

Zeichen 535-11 Einengungstafel – ohne Gegenverkehr mit integriertem Zeichen 279 StVO; Einzug rechts, noch 2 Fahrstreifen in Fahrtrichtung
Zeichen 535-21 Einengungstafel – ohne Gegenverkehr mit integriertem Zeichen 279 StVO; Einzug links, noch 2 Fahrstreifen in Fahrtrichtung

Zeichen 536-20 Einengungstafel – ohne Gegenverkehr mit integriertem Zeichen 279 – Einzug links, noch 1 Fahrstreifen und 1 Fahrstreifen in Gegenrichtung; überarbeitetes Zeichen
Zeichen 536-21 Einengungstafel – ohne Gegenverkehr mit integriertem Zeichen 279 – Einzug links, noch 1 Fahrstreifen und 2 Fahrstreifen in Gegenrichtung

Zeichen 537-30 Fahrstreifentafel – ohne Gegenverkehr mit integriertem Zeichen 278 – zweistreifig in Fahrtrichtung; neues Zeichen
Zeichen 537-31 Fahrstreifentafel – ohne Gegenverkehr mit integriertem Zeichen 278 – dreistreifig in Fahrtrichtung; neues Zeichen

Zeichen 541-10 Aufweitungstafel – ohne Gegenverkehr – 1-streifig plus Fahrstreifen links
Zeichen 541-11 Aufweitungstafel – ohne Gegenverkehr – 2-streifig plus Fahrstreifen links

Zeichen 541-20 Aufweitungstafel – ohne Gegenverkehr – 1-streifig plus Fahrstreifen rechts
Zeichen 541-21 Aufweitungstafel – ohne Gegenverkehr – 2-streifig plus Fahrstreifen rechts

Zeichen 542-10 Aufweitungstafel – mit Gegenverkehr; 1-streifig plus Fahrstreifen links und 1 Fahrstreifen in Gegenrichtung
Zeichen 542-11 Aufweitungstafel – mit Gegenverkehr; 1-streifig plus Fahrstreifen links und 2 Fahrstreifen in Gegenrichtung

Zeichen 545-11 Aufweitungstafel – ohne Gegenverkehr mit integriertem Zeichen 275 – zweistreifig plus Fahrstreifen links

Zeichen 546-10 Aufweitungstafel – mit Gegenverkehr mit integriertem Zeichen 275 – einstreifig plus Fahrstreifen links und 1 Fahrstreifen in Gegenrichtung; überarbeitetes Zeichen
Zeichen 546-11 Aufweitungstafel – mit Gegenverkehr mit integriertem Zeichen 275 – einstreifig plus Fahrstreifen links und 2 Fahrstreifen in Gegenrichtung; überarbeitetes Zeichen

Zeichen 550-20 Zusammenführungstafel – an durchgehender Strecke – einstreifig plus 1 Fahrstreifen von rechts; neues Zeichen
Zeichen 550-21 Zusammenführungstafel – an durchgehender Strecke – zweistreifig plus 1 Fahrstreifen von rechts; neues Zeichen
Zeichen 550-22 Zusammenführungstafel – an durchgehender Strecke – dreistreifig plus 1 Fahrstreifen von rechts; neues Zeichen

Zeichen 550-23 Zusammenführungstafel – an durchgehender Strecke – zweistreifig plus 2 Fahrstreifen von rechts; neues Zeichen
Zeichen 550-24 Zusammenführungstafel – an durchgehender Strecke – dreistreifig plus 2 Fahrstreifen von rechts; neues Zeichen

Zeichen 551-20 Zusammenführungstafel – an einmündender Strecke – einstreifig einmündend plus einstreifig durchgehend
Zeichen 551-21 Zusammenführungstafel – an einmündender Strecke – einstreifig einmündend plus zweistreifig durchgehend
Zeichen 551-24 Zusammenführungstafel – an einmündender Strecke – einstreifig einmündend plus dreistreifig durchgehend; neues Zeichen

Zeichen 551-22 Zusammenführungstafel – an einmündender Strecke – zweistreifig einmündend plus zweistreifig durchgehend
Zeichen 551-23 Zusammenführungstafel – an einmündender Strecke – zweistreifig einmündend plus dreistreifig durchgehend

Zeichen 590-10 Blockumfahrung rechts, links, links
Zeichen 590-11 Blockumfahrung rechts, rechts, rechts

Zeichen 467.1-10 Umlenkungspfeil (Streckenempfehlung) linksweisend
Zeichen 467.1-20 Umlenkungspfeil (Streckenempfehlung) rechtsweisend

Zeichen 467.1-30 Umlenkungspfeil (Streckenempfehlung) geradeaus
Zeichen 467.2 Umlenkungspfeil Ende

Bei allen folgenden Tafeln in diesem Absatz wurden 2017 textliche Änderungen vorgenommen, der Sinn wurde dabei nicht verändert.

Zeichen 501-10 Überleitungstafel – ohne Gegenverkehr – einstreifig nach links
Zeichen 501-11 Überleitungstafel – ohne Gegenverkehr – zweistreifig nach links
Zeichen 501-12 Überleitungstafel – ohne Gegenverkehr – dreistreifig nach links

- Zeichen 501-20
Überleitungstafel – ohne Gegenverkehr – einstreifig nach rechts
- Zeichen 501-21
Überleitungstafel – ohne Gegenverkehr – zweistreifig nach rechts
- Zeichen 501-22
Überleitungstafel – ohne Gegenverkehr – dreistreifig nach rechts

- Zeichen 501-13
Überleitungstafel – ohne Gegenverkehr – zweistreifig nach links, ein Fahrstreifen übergeleitet
- Zeichen 501-14
Überleitungstafel – ohne Gegenverkehr – dreistreifig nach links, ein Fahrstreifen übergeleitet
- Zeichen 501-15
Überleitungstafel – ohne Gegenverkehr – dreistreifig nach links, davon zwei Fahrstreifen übergeleitet;
neues Zeichen

- Zeichen 501-23
Überleitungstafel – ohne Gegenverkehr – zweistreifig nach rechts, ein Fahrstreifen übergeleitet
- Zeichen 501-24
Überleitungstafel – ohne Gegenverkehr – dreistreifig nach rechts, ein Fahrstreifen übergeleitet
- Zeichen 501-25
Überleitungstafel – ohne Gegenverkehr – dreistreifig nach rechts, davon zwei Fahrstreifen übergeleitet;
neues Zeichen

- Zeichen 501-16
Überleitungstafel – ohne Gegenverkehr – einstreifig nach links und einstreifig geradeaus;
bisher Zeichen 501-15
- Zeichen 501-17
Überleitungstafel – ohne Gegenverkehr – einstreifig nach links und zweistreifig geradeaus;
bisher Zeichen 501-16
- Zeichen 501-18
Überleitungstafel – ohne Gegenverkehr – zweistreifig nach links und einstreifig geradeaus;
bisher Zeichen 501-17

- Zeichen 501-26
Überleitungstafel – ohne Gegenverkehr – einstreifig nach rechts und einstreifig geradeaus;
neues Zeichen
- Zeichen 501-27
Überleitungstafel – ohne Gegenverkehr – einstreifig nach rechts und zweistreifig geradeaus;
neues Zeichen
- Zeichen 501-28
Überleitungstafel – ohne Gegenverkehr – zweistreifig nach rechts und einstreifig geradeaus;
neues Zeichen

- Zeichen 505-11
Überleitungstafel – ohne Gegenverkehr und mit integriertem Zeichen 264 – zweistreifig nach links
bisher Zeichen 505-12
- Zeichen 505-12
Überleitungstafel – ohne Gegenverkehr und mit integriertem Zeichen 264 – dreistreifig nach links
neues Zeichen

- Zeichen 505-21
Überleitungstafel – ohne Gegenverkehr und mit integriertem Zeichen 264 – zweistreifig nach rechts
bisher Zeichen 505-22
- Zeichen 505-22
Überleitungstafel – ohne Gegenverkehr und mit integriertem Zeichen 264 – dreistreifig nach rechts
neues Zeichen

- Zeichen 511-10
Verschwenkungstafel – ohne Gegenverkehr – einstreifig nach links
- Zeichen 511-11
Verschwenkungstafel – ohne Gegenverkehr – zweistreifig nach links
- Zeichen 511-12
Verschwenkungstafel – ohne Gegenverkehr – dreistreifig nach links

- Zeichen 511-20
Verschwenkungstafel – ohne Gegenverkehr – einstreifig nach rechts
- Zeichen 511-21
Verschwenkungstafel – ohne Gegenverkehr – zweistreifig nach rechts
- Zeichen 511-22
Verschwenkungstafel – ohne Gegenverkehr – dreistreifig nach rechts

- Zeichen 511-25
Verschwenkungstafel – ohne Gegenverkehr – einstreifige Verschwenkung auf den Seitenstreifen;
neues Zeichen
- Zeichen 511-26
Verschwenkungstafel – ohne Gegenverkehr – zweistreifige Verschwenkung, einstreifig auf den Seitenstreifen;
neues Zeichen
- Zeichen 511-27
Verschwenkungstafel – ohne Gegenverkehr – dreistreifige Verschwenkung, einstreifig auf den Seitenstreifen;
neues Zeichen

- Zeichen 513-10
Verschwenkungstafel kurze Verschwenkung – ohne Gegenverkehr – einstreifig nach links
- Zeichen 513-11
Verschwenkungstafel kurze Verschwenkung – ohne Gegenverkehr – zweistreifig nach links

- Zeichen 513-20
Verschwenkungstafel; kurze Verschwenkung – ohne Gegenverkehr – einstreifig nach rechts
- Zeichen 513-21
Verschwenkungstafel kurze Verschwenkung – ohne Gegenverkehr – zweistreifig nach rechts

- Zeichen 514-10
Verschwenkungstafel kurze Verschwenkung – mit Gegenverkehr – einstreifig nach links
- Zeichen 514-20
Verschwenkungstafel kurze Verschwenkung – mit Gegenverkehr – einstreifig nach rechts

- Zeichen 515-11
Verschwenkungstafel – ohne Gegenverkehr mit integriertem Zeichen 264 StVO – zweistreifig nach links;
bisher Zeichen 515-12
- Zeichen 515-12
Verschwenkungstafel – ohne Gegenverkehr mit integriertem Zeichen 264 StVO – dreistreifig nach links;
bisher Zeichen 515-13
- Zeichen 515-21
Verschwenkungstafel – ohne Gegenverkehr mit integriertem Zeichen 264 StVO – zweistreifig nach rechts;
bisher Zeichen 515-22
- Zeichen 515-22
Verschwenkungstafel – ohne Gegenverkehr mit integriertem Zeichen 264 StVO – dreistreifig nach rechts;
bisher Zeichen 515-23

- Zeichen 521-30
Fahrstreifentafel – ohne Gegenverkehr – zweistreifig in Fahrtrichtung
- Zeichen 521-31
Fahrstreifentafel – ohne Gegenverkehr – dreistreifig in Fahrtrichtung
- Zeichen 521-32
Fahrstreifentafel – ohne Gegenverkehr – vierstreifig in Fahrtrichtung
- Zeichen 521-33
Fahrstreifentafel – ohne Gegenverkehr – fünfstreifig in Fahrtrichtung

- Zeichen 522-30
Fahrstreifentafel – mit Gegenverkehr – einstreifig in Fahrtrichtung und einstreifig in Gegenrichtung
- Zeichen 522-33
Fahrstreifentafel – mit Gegenverkehr – zweistreifig in Fahrtrichtung und zweistreifig in Gegenrichtung
- Zeichen 522-36
Fahrstreifentafel – mit Gegenverkehr – dreistreifig in Fahrtrichtung und dreistreifig in Gegenrichtung

- Zeichen 522-31
Fahrstreifentafel – mit Gegenverkehr – zweistreifig in Fahrtrichtung und einstreifig in Gegenrichtung
- Zeichen 522-32
Fahrstreifentafel – mit Gegenverkehr – einstreifig in Fahrtrichtung und zweistreifig in Gegenrichtung

- Zeichen 522-34
Fahrstreifentafel – mit Gegenverkehr – dreistreifig in Fahrtrichtung und zweistreifig in Gegenrichtung
- Zeichen 522-35
Fahrstreifentafel – mit Gegenverkehr – zweistreifig in Fahrtrichtung und dreistreifig in Gegenrichtung

- Zeichen 522-37
Fahrstreifentafel – mit Gegenverkehr – dreistreifig in Fahrtrichtung und einstreifig in Gegenrichtung;
neues Zeichen
- Zeichen 522-38
Fahrstreifentafel – mit Gegenverkehr – einstreifig in Fahrtrichtung und dreistreifig in Gegenrichtung;
neues Zeichen

- Zeichen 523-30
Fahrstreifentafel – ohne Gegenverkehr mit integriertem Zeichen 274 – zweistreifig in Fahrtrichtung;
neues Zeichen
- Zeichen 523-31
Fahrstreifentafel – ohne Gegenverkehr mit integriertem Zeichen 274 – dreistreifig in Fahrtrichtung;
neues Zeichen

- Zeichen 524-30
Fahrstreifentafel – ohne Gegenverkehr mit integriertem Zeichen 253 – zweistreifig in Fahrtrichtung;
neues Zeichen
- Zeichen 524-31
Fahrstreifentafel – ohne Gegenverkehr mit integriertem Zeichen 253 – dreistreifig in Fahrtrichtung;
neues Zeichen
- Zeichen 524-32
Fahrstreifentafel – ohne Gegenverkehr mit integriertem Zeichen 253 – vierstreifig in Fahrtrichtung;
neues Zeichen
- Zeichen 524-33
Fahrstreifentafel – ohne Gegenverkehr mit integriertem Zeichen 253 – fünfstreifig in Fahrtrichtung;
neues Zeichen

- Zeichen 525-31
Fahrstreifentafel – ohne Gegenverkehr mit integriertem Zeichen 275 – dreistreifig in Fahrtrichtung

- Zeichen 526-31
Fahrstreifentafel – mit Gegenverkehr und mit integriertem Zeichen 275 – zweistreifig in Fahrtrichtung und einstreifig in Gegenrichtung;
überarbeitetes Zeichen
- Zeichen 526-33
Fahrstreifentafel – mit Gegenverkehr und mit integriertem Zeichen 275 – zweistreifig in Fahrtrichtung und zweistreifig in Gegenrichtung

- Zeichen 531-10
Einengungstafel – ohne Gegenverkehr – Einzug rechts, noch 1 Fahrstreifen
- Zeichen 531-11
Einengungstafel – ohne Gegenverkehr – Einzug rechts, noch 2 Fahrstreifen
- Zeichen 531-12
Einengungstafel – ohne Gegenverkehr – Einzug rechts, noch 3 Fahrstreifen
- Zeichen 531-13
Einengungstafel – ohne Gegenverkehr – Einzug rechts, noch 4 Fahrstreifen

- Zeichen 531-20
Einengungstafel – ohne Gegenverkehr – Einzug links, noch 1 Fahrstreifen
- Zeichen 531-21
Einengungstafel – ohne Gegenverkehr – Einzug links, noch 2 Fahrstreifen
- Zeichen 531-22
Einengungstafel – ohne Gegenverkehr – Einzug links, noch 3 Fahrstreifen
- Zeichen 531-23
Einengungstafel – ohne Gegenverkehr – Einzug links, noch 4 Fahrstreifen

- Zeichen 532-10
Einengungstafel – mit Gegenverkehr – Einzug rechts, noch 1 Fahrstreifen und 1 Fahrstreifen in Gegenrichtung
- Zeichen 532-20
Einengungstafel – mit Gegenverkehr – Einzug links, noch 1 Fahrstreifen und 1 Fahrstreifen in Gegenrichtung
- Zeichen 532-21
Einengungstafel – mit Gegenverkehr – Einzug links, noch 1 Fahrstreifen und 2 Fahrstreifen in Gegenrichtung

- Zeichen 533-20
Trennungstafel – ohne Gegenverkehr – zweistreifig durchgehend und einstreifig rechts ab
- Zeichen 533-21
Trennungstafel – ohne Gegenverkehr – dreistreifig durchgehend und einstreifig rechts ab
- Zeichen 533-22
Trennungstafel – ohne Gegenverkehr – zweistreifig durchgehend und zweistreifig rechts ab

- Zeichen 535-11
Einengungstafel – ohne Gegenverkehr mit integriertem Zeichen 279 StVO; Einzug rechts, noch 2 Fahrstreifen in Fahrtrichtung
- Zeichen 535-21
Einengungstafel – ohne Gegenverkehr mit integriertem Zeichen 279 StVO; Einzug links, noch 2 Fahrstreifen in Fahrtrichtung

- Zeichen 536-20
Einengungstafel – ohne Gegenverkehr mit integriertem Zeichen 279 – Einzug links, noch 1 Fahrstreifen und 1 Fahrstreifen in Gegenrichtung;
überarbeitetes Zeichen
- Zeichen 536-21
Einengungstafel – ohne Gegenverkehr mit integriertem Zeichen 279 – Einzug links, noch 1 Fahrstreifen und 2 Fahrstreifen in Gegenrichtung

- Zeichen 537-30
Fahrstreifentafel – ohne Gegenverkehr mit integriertem Zeichen 278 – zweistreifig in Fahrtrichtung;
neues Zeichen
- Zeichen 537-31
Fahrstreifentafel – ohne Gegenverkehr mit integriertem Zeichen 278 – dreistreifig in Fahrtrichtung;
neues Zeichen

- Zeichen 541-10
Aufweitungstafel – ohne Gegenverkehr – 1-streifig plus Fahrstreifen links
- Zeichen 541-11
Aufweitungstafel – ohne Gegenverkehr – 2-streifig plus Fahrstreifen links

- Zeichen 541-20
Aufweitungstafel – ohne Gegenverkehr – 1-streifig plus Fahrstreifen rechts
- Zeichen 541-21
Aufweitungstafel – ohne Gegenverkehr – 2-streifig plus Fahrstreifen rechts

- Zeichen 542-10
Aufweitungstafel – mit Gegenverkehr; 1-streifig plus Fahrstreifen links und 1 Fahrstreifen in Gegenrichtung
- Zeichen 542-11
Aufweitungstafel – mit Gegenverkehr; 1-streifig plus Fahrstreifen links und 2 Fahrstreifen in Gegenrichtung

- Zeichen 545-11
Aufweitungstafel – ohne Gegenverkehr mit integriertem Zeichen 275 – zweistreifig plus Fahrstreifen links

- Zeichen 546-10
Aufweitungstafel – mit Gegenverkehr mit integriertem Zeichen 275 – einstreifig plus Fahrstreifen links und 1 Fahrstreifen in Gegenrichtung;
überarbeitetes Zeichen
- Zeichen 546-11
Aufweitungstafel – mit Gegenverkehr mit integriertem Zeichen 275 – einstreifig plus Fahrstreifen links und 2 Fahrstreifen in Gegenrichtung;
überarbeitetes Zeichen

- Zeichen 550-20
Zusammenführungstafel – an durchgehender Strecke – einstreifig plus 1 Fahrstreifen von rechts;
neues Zeichen
- Zeichen 550-21
Zusammenführungstafel – an durchgehender Strecke – zweistreifig plus 1 Fahrstreifen von rechts;
neues Zeichen
- Zeichen 550-22
Zusammenführungstafel – an durchgehender Strecke – dreistreifig plus 1 Fahrstreifen von rechts;
neues Zeichen

- Zeichen 550-23
Zusammenführungstafel – an durchgehender Strecke – zweistreifig plus 2 Fahrstreifen von rechts;
neues Zeichen
- Zeichen 550-24
Zusammenführungstafel – an durchgehender Strecke – dreistreifig plus 2 Fahrstreifen von rechts;
neues Zeichen

- Zeichen 551-20
Zusammenführungstafel – an einmündender Strecke – einstreifig einmündend plus einstreifig durchgehend
- Zeichen 551-21
Zusammenführungstafel – an einmündender Strecke – einstreifig einmündend plus zweistreifig durchgehend
- Zeichen 551-24
Zusammenführungstafel – an einmündender Strecke – einstreifig einmündend plus dreistreifig durchgehend;
neues Zeichen

- Zeichen 551-22
Zusammenführungstafel – an einmündender Strecke – zweistreifig einmündend plus zweistreifig durchgehend
- Zeichen 551-23
Zusammenführungstafel – an einmündender Strecke – zweistreifig einmündend plus dreistreifig durchgehend

- Zeichen 590-10
Blockumfahrung rechts, links, links
- Zeichen 590-11
Blockumfahrung rechts, rechts, rechts

## Verkehrseinrichtungen nach Anlage 4 (zu § 43 Absatz 3 StVO)
Anlage 4 mit den näheren Ausgestaltungen und der Nummerierung nach Teil 5 des Verkehrszeichenkataloges.

### Einrichtungen zur Kennzeichnung von Arbeits- und Unfallstellen oder sonstigen vorübergehenden Hindernissen

Zeichen 600-30 Absperrschranke; 100 × 800 mm
Zeichen 600-31 Absperrschranke; 100 × 1200 mm
Zeichen 600-32 Absperrschranke; 100 × 1600 mm
Zeichen 600-34 Absperrschranke; 250 × 1600 mm
Zeichen 600-60 Sperrpfosten (Schraffur waagerecht); neues Zeichen
Zeichen 605-10 Leitbake – Schraffenbake – Aufstellung rechts; 1000 × 250 mm
Zeichen 605-11 Leitbake – Pfeilbake – Aufstellung rechts 1000 × 250 mm
Zeichen 605-13 Leitbake – Warnlichtbake – Aufstellung rechts; 2500 × 500 mm
Zeichen 605-14 Leitbake – Warnlichtbake mit integriertem Zeichen 222-10 (Aufstellung rechts); 2500 × 500 mm
Zeichen 628-10 Leitschwelle mit Leitbake (Aufstellung rechts)
Zeichen 628-11 Leitschwelle mit Leitbake (Aufstellung rechts)
Zeichen 629-10 Leitbord mit Leitbake (Aufstellung rechts)
Zeichen 629-11 Leitbord mit Leitbake (Aufstellung rechts)
Zeichen 605-20 Leitbake – Schraffenbake – Aufstellung links; 1000 × 250 mm
Zeichen 605-21 Leitbake – Pfeilbake – Aufstellung links 1000 × 250 mm
Zeichen 605-23 Leitbake – Warnlichtbake – Aufstellung links; 2500 × 500 mm
Zeichen 605-24 Leitbake – Warnlichtbake mit integriertem Zeichen 222 – Aufstellung links; 2500 × 500 mm
Zeichen 628-20 Leitschwelle mit Leitbake (Aufstellung links)
Zeichen 628-21 Leitschwelle mit Leitbake (Aufstellung links)
Zeichen 629-20 Leitbord mit Leitbake (Aufstellung links)
Zeichen 629-21 Leitbord mit Leitbake (Aufstellung links)
Zeichen 610-40 Leitkegel
Zeichen 615 fahrbare Absperrtafel; 2500 × 1700 mm
Zeichen 616-30 Fahrbare Absperrtafel mit Blinkpfeil (große Ausführung); 3600 × 2200 mm
Zeichen 616-31 Fahrbare Absperrtafel mit Blinkpfeil (kleine Ausführung); 2500 × 1700 mm

### Einrichtung zur Kennzeichnung des Straßenverlaufs

Zeichen 620-40 Leitpfosten rechts
Zeichen 620-41 Leitpfosten links

### Einrichtungen zur Kennzeichnung von dauerhaften Hindernissen oder sonstigen gefährlichen Stellen

Zeichen 626-10 Leitplatte (Aufstellung rechts); 750 × 500 mm
Zeichen 626-20 Leitplatte (Aufstellung links); 750 × 500 mm

Zeichen 626-30 Leitplatte; 750 × 500 mm
Zeichen 626-31 Leitplatte; 1200 × 600 mm

Zeichen 627-30 Leitmal waagerecht
Zeichen 627-50 Leitmal gebogen

Zeichen 625-10 Richtungstafel in Kurven (Aufstellung rechts); 500 × 500 mm
Zeichen 625-11 Richtungstafel in Kurven (Aufstellung rechts); 500 × 1500 mm
Zeichen 625-12 Richtungstafel in Kurven (Aufstellung rechts); 500 × 2000 mm
Zeichen 625-13 Richtungstafel in Kurven (Aufstellung rechts); 500 × 2500 mm

Zeichen 625-20 Richtungstafel in Kurven (Aufstellung links); 500 × 500 mm
Zeichen 625-21 Richtungstafel in Kurven (Aufstellung links); 500 × 1500 mm
Zeichen 625-22 Richtungstafel in Kurven (Aufstellung links); 500 × 2000 mm
Zeichen 625-23 Richtungstafel in Kurven (Aufstellung links); 500 × 2500 mm

- Zeichen 626-10
Leitplatte (Aufstellung rechts);
750 × 500 mm
- Zeichen 626-20
Leitplatte (Aufstellung links);
750 × 500 mm

- Zeichen 626-30
Leitplatte;
750 × 500 mm
- Zeichen 626-31
Leitplatte;
1200 × 600 mm

- Zeichen 627-30
Leitmal waagerecht
- Zeichen 627-50
Leitmal gebogen

### Warntafel zur Kennzeichnung von Fahrzeugen und Anhängern bei Dunkelheit

Zeichen 630-10 Parkwarntafel, links vorbei; 423 × 423 mm
Zeichen 630-20 Parkwarntafel, rechts vorbei; 423 × 423 mm

## Sonstige Zeichen

Zeichen 720 Grünpfeilschild[25]

## Nicht mehr verordnete, aber gültige Zeichen

### Unbeschränkt gültige Zeichen

Zeichen 311-51 Ortstafel einseitig, Rückseite aus je einem weiß- und gelbgrundigen Feld

## Zusatzzeichen
Teil 7 VzKat listet Zusatzzeichen und unterscheidet in solche nach § 39 Absatz 3 (allgemeine, bis Nr. 1014) und solche nach § 41 Abs. 2 StVO (ab Nr. 1020):

### Zusatzzeichen 1000 – Richtungsangaben durch Pfeile

Zusatzzeichen 1000-30 Beide Richtungen, zwei gegengerichtete waagerechte Pfeile
Zusatzzeichen 1000-31 Beide Richtungen, zwei gegengerichtete senkrechte Pfeile
Zusatzzeichen 1000-32 Radverkehr kreuzt von links und rechts
Zusatzzeichen 1000-34 Umleitungsbeschilderung Halbkreis; neues Zusatzzeichen

Zusatzzeichen 1000-10 Richtung, linksweisend
Zusatzzeichen 1000-11 Vorankündigung, linksweisend
Zusatzzeichen 1000-12 Fußgänger Gehweg gegenüber benutzen, linksweisend
Zusatzzeichen 1000-13 Umleitungsbeschilderung Dreiviertelkreis; neues Zusatzzeichen

Zusatzzeichen 1000-20 Richtung, rechtsweisend
Zusatzzeichen 1000-21 Vorankündigung, rechtsweisend
Zusatzzeichen 1000-22 Fußgänger Gehweg gegenüber benutzen, rechtsweisend
Zusatzzeichen 1000-23 Umleitungsbeschilderung Viertelkreis; neues Zusatzzeichen

- Zusatzzeichen 1000-30
Beide Richtungen, zwei gegengerichtete waagerechte Pfeile
- Zusatzzeichen 1000-31
Beide Richtungen, zwei gegengerichtete senkrechte Pfeile
- Zusatzzeichen 1000-32
Radverkehr kreuzt von links und rechts[27]
- Zusatzzeichen 1000-34
Umleitungsbeschilderung Halbkreis;
neues Zusatzzeichen

### Zusatzzeichen 1001 – Länge einer Strecke

Zusatzzeichen 1001-30 auf … m
Zusatzzeichen 1001-31 auf … km
Zusatzzeichen 1001-32 noch … m; neues Zusatzzeichen
Zusatzzeichen 1001-33 noch … km; neues Zusatzzeichen
Zusatzzeichen 1001-34 auf … m; neues Zusatzzeichen
Zusatzzeichen 1001-35 auf … km; neues Zusatzzeichen

### Zusatzzeichen 1002 – Verlauf der Vorfahrtstraße
an Kreuzungen

1002-10 Verlauf der Vorfahrtstraße an Kreuzungen von unten nach links
1002-11 Verlauf der Vorfahrtstraße an Kreuzungen von oben nach links
1002-20 Verlauf der Vorfahrtstraße an Kreuzungen von unten nach rechts
1002-21 Verlauf der Vorfahrtstraße an Kreuzungen von oben nach rechts

an Einmündungen

1002-12 Verlauf der Vorfahrtstraße von unten nach links, Einmündung von oben
1002-13 Verlauf der Vorfahrtstraße von unten nach links, Einmündung von rechts
1002-14 Verlauf der Vorfahrtstraße von oben nach links, Einmündung von unten
1002-22 Verlauf der Vorfahrtstraße von unten nach rechts, Einmündung von oben
1002-23 Verlauf der Vorfahrtstraße von unten nach rechts, Einmündung von links
1002-24 Verlauf der Vorfahrtstraße von oben nach rechts, Einmündung von unten

### Zusatzzeichen 1004 – Entfernungsangaben

Zusatzzeichen 1004-30 nach … m
Zusatzzeichen 1004-31 in … km; bisher Zusatzzeichen 1004-35
Zusatzzeichen 1004-32 Stop in 100 m; bisher Zusatzzeichen 1004-31

### Zusatzzeichen 1005 – Entfernungsangaben mit verbalem Zusatz

Zusatzzeichen 1005-30 Reißverschluss erst in … m

### Zusatzzeichen 1006 – Hinweise auf Gefahren durch Sinnbild

Zusatzzeichen 1006-30 Schleudergefahr für Wohnwagengespanne an Gefällestrecken mit starkem Seitenwind auf Autobahnen; bisher Zusatzzeichen 1060-10
Zusatzzeichen 1006-31 Unfallgefahr; bisher Zusatzzeichen 1006-36

### Zusatzzeichen 1007 – Hinweise auf Gefahren durch verbale Angabe

Zusatzzeichen 1007-30 Ölspur; bisher Zusatzzeichen 1006-30
Zusatzzeichen 1007-31 Rauch; bisher Zusatzzeichen 1006-31
Zusatzzeichen 1007-32 Rollsplitt; bisher Zusatzzeichen 1006-32
Zusatzzeichen 1007-33 Baustellenausfahrt; bisher Zusatzzeichen 1006-33
Zusatzzeichen 1007-34 Straßenschäden; bisher Zusatzzeichen 1006-34
Zusatzzeichen 1007-35 Verschmutzte Fahrbahn; bisher Zusatzzeichen 1006-35
Zusatzzeichen 1007-36 Sprengarbeiten; neues Zusatzzeichen
Zusatzzeichen 1007-37 Ausfahrt; neues Zusatzzeichen
Zusatzzeichen 1007-38 Baustellenverkehr; neues Zusatzzeichen
Zusatzzeichen 1007-39 fehlende Fahrbahnmarkierung; neues Zusatzzeichen
Zusatzzeichen 1007-50 Unfall; neues Zusatzzeichen
Zusatzzeichen 1007-51 Hochwasser; neues Zusatzzeichen
Zusatzzeichen 1007-52 neuer Fahrbahnbelag; neues Zusatzzeichen
Zusatzzeichen 1007-53 Spurrinnen; neues Zusatzzeichen
Zusatzzeichen 1007-54 Linksabbieger; neues Zusatzzeichen
Zusatzzeichen 1007-55 Skiabfahrt kreuzt; neues Zusatzzeichen
Zusatzzeichen 1007-56 Skiwanderweg kreuzt; neues Zusatzzeichen
Zusatzzeichen 1007-57 Kuppe; neues Zusatzzeichen
Zusatzzeichen 1007-58 Polizeikontrolle; neues Zusatzzeichen
Zusatzzeichen 1007-59 Ende Seitenstreifen in 200 m; neues Zusatzzeichen
Zusatzzeichen 1007-60 Seitenstreifen nicht befahrbar; neues Zusatzzeichen
Zusatzzeichen 1007-61 Nebel; neues Zusatzzeichen
Zusatzzeichen 1007-62 Zufahrt; neues Zusatzzeichen

### Zusatzzeichen 1008 – Hinweis auf geänderte Vorfahrt, Verkehrsführung oder besondere Verkehrsregelung

Zusatzzeichen 1008-30 Vorfahrt geändert
Zusatzzeichen 1008-31 Verkehrsführung geändert
Zusatzzeichen 1008-32 Industriegebiet Schienenfahrzeuge haben Vorrang
Zusatzzeichen 1008-33 Hafengebiet Schienenfahrzeuge haben Vorrang
Zusatzzeichen 1008-34 keine Wendemöglichkeit; neues Zusatzzeichen

### Zusatzzeichen 1010 – Hinweis durch Sinnbild
Die Zusatzzeichen mit den Nummernfolgen 1046, 1048, 1049 entfielen aus dem Katalog, können aber durch die Zeichen 1010-ff weiterhin angeordnet werden.
Hinweis zu Schildern mit zwei Sinnbildern: Laut Verkehrszeichenkatalog (VzKat; Teil 7; Seite 7) können die Sinnbilder der Verkehrszeichen 1010-10 bis 1010-61 auch doppelt nach dem Vorbild von Zeichen 1010-72 angeordnet werden – so können auf einem Schild zwei dieser Sinnbilder untereinander abgebildet sein. Solche Schilder haben keine eigene Nummer (bzw. dafür gelten dann die Nummern der Einzelschilder).

Zusatzzeichen 1010-10 Erlaubt Kindern auch auf der Fahrbahn und dem Seitenstreifen zu spielen (Spielstraße)
Zusatzzeichen 1010-11 Wintersport erlaubt
Zusatzzeichen 1010-12 Kennzeichnung von Parkflächen, auf denen Anhänger auch länger als 14 Tage parken dürfen
Zusatzzeichen 1010-13 Kennzeichnung von Parkflächen, auf denen Wohnwagen auch länger als 14 Tage parken dürfen
Zusatzzeichen 1010-14 Information Rollende Landstraße
Zusatzzeichen 1010-15 Information Leistungsumfang (zu Zeichen 448.1); neues Zusatzzeichen
Zusatzzeichen 1010-50 Kraftwagen und sonstige mehrspurige Fahrzeuge; neues Zusatzzeichen
Zusatzzeichen 1010-51 Kraftfahrzeuge mit einer zulässigen Gesamtmasse über 3,5 t, einschließlich ihrer Anhänger, und Zugmaschinen, ausgenommen Personenkraftwagen und Kraftomnibusse; bisher Zusatzzeichen 1048-12
Zusatzzeichen 1010-52 Radverkehr; neues Zusatzzeichen
Zusatzzeichen 1010-53 Fußgänger; neues Zusatzzeichen
Zusatzzeichen 1010-54 Reiter; neues Zusatzzeichen
Zusatzzeichen 1010-55 Viehtrieb; neues Zusatzzeichen
Zusatzzeichen 1010-56 Straßenbahn; bisher Zusatzzeichen 1048-19
Zusatzzeichen 1010-57 Kraftomnibus; bisher Zusatzzeichen 1048-16
Zusatzzeichen 1010-58 Personenkraftwagen; bisher Zusatzzeichen 1048-10
Zusatzzeichen 1010-59 Personenkraftwagen mit Anhänger; bisher Zusatzzeichen 1048-11
Zusatzzeichen 1010-60 Lastkraftwagen mit Anhänger; bisher Zusatzzeichen 1048-13
Zusatzzeichen 1010-61 Kraftfahrzeuge und Züge, die nicht schneller als 25 km/h fahren können oder dürfen; bisher Zusatzzeichen 1049-10
Zusatzzeichen 1010-62 Krafträder, auch mit Beiwagen, Kleinkrafträder und Mopeds; bisher Zusatzzeichen 1046-12
Zusatzzeichen 1010-63 Mofas; bisher Zusatzzeichen 1046-11
Zusatzzeichen 1010-64 Gespannfuhrwerk; neues Zusatzzeichen
Zusatzzeichen 1010-65 E-Bikes; neues Zusatzzeichen
Zusatzzeichen 1010-66 elektrisch betriebene Fahrzeuge (mit E-Kennzeichen)
Zusatzzeichen 1010-67 Wohnmobile; bisher Zusatzzeichen 1048-17
Zusatzzeichen 1010-68 Elektrokleinstfahrzeuge; neues Zusatzzeichen
Zusatzzeichen 1010-69 Lastenfahrrad; neues Zusatzzeichen
Zusatzzeichen 1010-70 Carsharing
Zusatzzeichen 1010-71 Mehrfachbesetzte Personenkraftwagen
Zusatzzeichen 1010-72 Krafträder, auch mit Beiwagen, Kleinkrafträder und Mofas und Kraftwagen und sonstige mehrspurige Fahrzeuge

### Zusatzzeichen 1012 – Hinweis durch verbale Angabe

Zusatzzeichen 1012-30 Ladezone; seit 1. April 2017 zuvor „Anfang“ (gestrichen)
Zusatzzeichen 1012-31 Ende
Zusatzzeichen 1012-32 Radfahrer absteigen
Zusatzzeichen 1012-33 keine Mofas
Zusatzzeichen 1012-34 Grüne Welle bei … km/h
Zusatzzeichen 1012-35 bei Rot hier halten
Zusatzzeichen 1012-36 Lärmschutz; neues Zusatzzeichen
Zusatzzeichen 1012-37 Zuflussregelung; neues Zusatzzeichen
Zusatzzeichen 1012-38 Nebenstrecke; neues Zusatzzeichen
Zusatzzeichen 1012-50 Schule; neues Zusatzzeichen
Zusatzzeichen 1012-51 Kindergarten; neues Zusatzzeichen
Zusatzzeichen 1012-52 Altenheim; neues Zusatzzeichen
Zusatzzeichen 1012-53 Krankenhaus; neues Zusatzzeichen

### Zusatzzeichen 1013 – besondere Hinweise zur Seitenstreifenfreigabe
(in Verbindung mit Zeichen 223.1 bis 223.3)

Zusatzzeichen 1013-50 Seitenstreifen befahren
Zusatzzeichen 1013-51 Seitenstreifen räumen
Zusatzzeichen 1013-52 Ende in … m bisher Zusatzzeichen 1005-31

### Zusatzzeichen 1014 – Tunnelkategorien gemäß ADR-Übereinkommen
Das ADR-Übereinkommen ist das Gesetz zu dem Europäischen Übereinkommen vom 30. September 1957 über die internationale Beförderung gefährlicher Güter auf der Straße (ADR), zuletzt geändert durch die Verordnung vom 25. Oktober 2016.

Zusatzzeichen 1014-50 Tunnelkategorie gemäß ADR-Übereinkommen (B)
Zusatzzeichen 1014-51 Tunnelkategorie gemäß ADR-Übereinkommen (C)
Zusatzzeichen 1014-52 Tunnelkategorie gemäß ADR-Übereinkommen (D)
Zusatzzeichen 1014-53 Tunnelkategorie gemäß ADR-Übereinkommen (E)

### Zusatzzeichen 1020 – Personengruppen frei (verbal oder mit Sinnbild)

Zusatzzeichen 1020-11 Schwerbehinderte mit Parkausweis Nr. … frei
Zusatzzeichen 1020-12 Radverkehr und Anlieger frei
Zusatzzeichen 1020-13 Inline-Skaten und Rollschuhfahren frei
Zusatzzeichen 1020-14 Wintersport frei; neues Zusatzzeichen
Zusatzzeichen 1020-30 Anlieger frei
Zusatzzeichen 1020-31 Anlieger oder Parken frei
Zusatzzeichen 1020-32 Bewohner mit Parkausweis Nr. … frei

### Zusatzzeichen 1022 – einspurige Fahrzeuge frei

Zusatzzeichen 1022-10 Radverkehr frei
Zusatzzeichen 1022-11 Mofas frei
Zusatzzeichen 1022-12 Krafträder auch mit Beiwagen, Kleinkrafträder und Mofas frei
Zusatzzeichen 1022-13 E-Bikes frei; seit 1. April 2017
Zusatzzeichen 1022-14 Radverkehr und Mofas frei; seit 1. April 2017
Zusatzzeichen 1022-15 E-Bikes und Mofas frei; seit 1. April 2017

### Zusatzzeichen 1024 – mehrspurige Fahrzeuge frei

Zusatzzeichen 1024-10 Personenkraftwagen frei
Zusatzzeichen 1024-11 Pkw mit Anhänger frei
Zusatzzeichen 1024-12 Kraftfahrzeuge mit einer zulässigen Gesamtmasse über 3,5 t, einschließlich ihrer Anhänger, und Zugmaschinen, ausgenommen Personenkraftwagen und Kraftomnibusse frei
Zusatzzeichen 1024-13 Lastkraftwagen mit Anhänger frei
Zusatzzeichen 1024-14 Kraftomnibus frei
Zusatzzeichen 1024-15 Schienenbahn frei
Zusatzzeichen 1024-16 Straßenbahn frei
Zusatzzeichen 1024-17 Kraftfahrzeuge und Züge, die nicht schneller als 25 km/h fahren können oder dürfen frei
Zusatzzeichen 1024-18 Gespannfuhrwerke frei; neues Zusatzzeichen
Zusatzzeichen 1024-19 Wohnmobile mit einer zulässigen Gesamtmasse bis 7,5 t ausgenommen; neues Zusatzzeichen
Zusatzzeichen 1024-20 elektrisch betriebene Fahrzeuge frei

### Zusatzzeichen 1026 – besondere Fahrzeuge und Transportgüter frei (verbale Angabe)

Zusatzzeichen 1026-30 Taxi frei
Zusatzzeichen 1026-31 Kraftomnibusse im Gelegenheitsverkehr frei seit 1. April 2017 zuvor Mofas frei
Zusatzzeichen 1026-32 Linienverkehr frei
Zusatzzeichen 1026-33 Einsatzfahrzeuge frei
Zusatzzeichen 1026-34 Krankenfahrzeuge frei
Zusatzzeichen 1026-35 Lieferverkehr frei
Zusatzzeichen 1026-36 Landwirtschaftlicher Verkehr frei
Zusatzzeichen 1026-37 Forstwirtschaftlicher Verkehr frei
Zusatzzeichen 1026-38 Land- und forstwirtschaftlicher Verkehr frei
Zusatzzeichen 1026-39 Betriebs- und Versorgungsdienst frei
Zusatzzeichen 1026-60 Elektrofahrzeuge während des Ladevorgangs frei
Zusatzzeichen 1026-61 Elektrofahrzeuge frei
Zusatzzeichen 1026-62 Gülletransport frei neues Zusatzzeichen
Zusatzzeichen 1026-63 E-Bikes frei neues Zusatzzeichen

### Zusatzzeichen 1028 – sonstige Fahrzeug-, Personengruppen frei (verbale Angabe)

Zusatzzeichen 1028-30 Baustellenfahrzeuge frei
Zusatzzeichen 1028-31 bis Baustelle frei
Zusatzzeichen 1028-32 Anlieger bis Baustelle frei
Zusatzzeichen 1028-33 Zufahrt bis … frei
Zusatzzeichen 1028-34 Fährbenutzer frei

### Zusatzzeichen 1031 – Freistellung vom Verkehrsverbot nach § 40 Absatz 1 BImSchG (in Verbindung mit Zeichen 270.1)

Zusatzzeichen 1031-50 Freistellung vom Verkehrsverbot nach § 40 Abs. 1 des Bundes-Immissionsschutzgesetzes – rote, gelbe und grüne Plakette; bisher Zusatzzeichen 1031
Zusatzzeichen 1031-51 Freistellung vom Verkehrsverbot nach § 40 Abs. 1 des Bundes-Immissionsschutzgesetzes – gelbe und grüne Plakette; bisher Zusatzzeichen 1031-50
Zusatzzeichen 1031-52 Freistellung vom Verkehrsverbot nach § 40 Abs. 1 des Bundes-Immissionsschutzgesetzes – grüne Plakette; bisher Zusatzzeichen 1031-51

### Zusatzzeichen 1040 – Zeitangaben ohne Beschränkung auf Wochentage

Zusatzzeichen 1040-10 Wintersport erlaubt, zeitlich beschränkt (10 - 16 h)
Zusatzzeichen 1040-30 Zeitliche Beschränkung (16 - 18 h)
Zusatzzeichen 1040-31 zeitliche Beschränkung (8 - 11 h, 16 - 18 h)
Zusatzzeichen 1040-32 Parkscheibe 2 Stunden
Zusatzzeichen 1040-33 Parken mit Parkscheibe in gekennzeichneten Flächen 2 Stunden
Zusatzzeichen 1040-34 Ab Zeitpunkt; neues Zusatzzeichen
Zusatzzeichen 1040-35 Lärmschutz (mit Zeitangabe); neues Zusatzzeichen
Zusatzzeichen 1040-36 Schulweg in Verbindung mit zeitlicher Begrenzung (zu Zeichen 101 oder 274); neues Zusatzzeichen

### Zusatzzeichen 1042 – Zeitangaben mit Beschränkung auf Wochentage

Zusatzzeichen 1042-30 werktags
Zusatzzeichen 1042-31 werktags 18–19 h
Zusatzzeichen 1042-32 werktags 8.30–11.30 h, 16–18 h
Zusatzzeichen 1042-33 Mo–Fr, 16–18 h
Zusatzzeichen 1042-34 Di, Do, Fr, 16–18 h
Zusatzzeichen 1042-35 6–22 h an Sonn- und Feiertagen
Zusatzzeichen 1042-36 Schulbus (tageszeitliche Benutzung); inhaltlich geändertes Zusatzzeichen
Zusatzzeichen 1042-37 Parken Sa und So erlaubt
Zusatzzeichen 1042-38 werktags außer samstags; neues Zusatzzeichen
Zusatzzeichen 1042-50 Straßenreinigung (mit Zeit- und Datumsangabe); neues Zusatzzeichen
Zusatzzeichen 1042-51 Sa und So; neues Zusatzzeichen
Zusatzzeichen 1042-52 Sa, So und an Feiertagen; neues Zusatzzeichen
Zusatzzeichen 1042-53 Schulweg in Verbindung mit zeitlicher Begrenzung an Werktagen (zu Zeichen 101 oder 274); neues Zusatzzeichen

### Zusatzzeichen 1044 – Personengruppen

Zusatzzeichen 1044-10 nur Schwerbehinderte mit außergewöhnlicher Gehbehinderung und Blinde
Zusatzzeichen 1044-11 nur Schwerbehinderte mit Parkausweis Nr. …
Zusatzzeichen 1044-12 Nur Schwerbehinderte mit außergewöhnlicher Gehbehinderung und Blinde, mit Anzahl der Parkstände; neues Zusatzzeichen
Zusatzzeichen 1044-30 Bewohner mit Parkausweis Nr. ....

### Zusatzzeichen 1046 – einspurige Fahrzeuge
Als beschränkende Zusatzzeichen nach § 41 Absatz 2 StVO können für einspurige Fahrzeuge die bereits weiter oben gezeigten Zusatzzeichen 1010-52, 1010-62, 1010-63 und 1010-65 angeordnet werden.

### Zusatzzeichen 1048 – mehrspurige Fahrzeuge

Zusatzzeichen 1048-14 Nur Sattelkraftfahrzeuge
Zusatzzeichen 1048-15 Nur Sattelkraftfahrzeuge und Lastkraftwagen mit Anhänger
Zusatzzeichen 1048-18 Nur Schienenbahn
Zusatzzeichen 1048-20 Nur Personenkraftwagen mit Anhänger und Kraftfahrzeuge mit einer zulässigen Gesamtmasse über 3,5 t, einschließlich ihrer Anhänger, und Zugmaschinen, ausgenommen Personenkraftwagen und Kraftomnibusse; neues Zusatzzeichen

### Zusatzzeichen 1049 – sonstige oder mehrere mehrspurige Fahrzeuge

Zusatzzeichen 1049-11 Kraftfahrzeuge und Züge, die nicht schneller als 25 km/h fahren können oder dürfen, dürfen überholt werden
Zusatzzeichen 1049-12 Nur militärische Kettenfahrzeuge
Zusatzzeichen 1049-13 Nur Lkw (Zeichen 1010-51), Kraftomnibus (Zeichen 1010-57) und Pkw mit Anhänger (Zeichen 1010-59); teils neue Nummerierung

### Zusatzzeichen 1050 – Fahrzeuge (verbale Angabe)

Zusatzzeichen 1050-30 Taxi
Zusatzzeichen 1050-31 … Taxen
Zusatzzeichen 1050-32 Elektrofahrzeuge während des Ladevorgangs
Zusatzzeichen 1050-33 Elektrofahrzeuge

### Zusatzzeichen 1052 – Fahrzeuge mit besonderer Ladung

Zusatzzeichen 1052-30 Fahrzeuge mit gefährlichen Gütern
Zusatzzeichen 1052-31 Fahrzeuge mit wassergefährdender Ladung

### Zusatzzeichen 1053 – sonstige Beschränkungen

Zusatzzeichen 1053-30 Parken in gekennzeichneten Flächen erlaubt
Zusatzzeichen 1053-31 mit Parkschein; bisher Zusatzzeichen 1052-33
Zusatzzeichen 1053-32 gebührenpflichtig; bisher Zusatzzeichen 1052-34
Zusatzzeichen 1053-33 Massenangabe – 7,5 t zulässige Gesamtmasse einschließlich Anhänger überschreitet die angegebene Grenze[31] bisher Zusatzzeichen 1052-35
Zusatzzeichen 1053-37 Massenangabe – 12 t zulässige Gesamtmasse einschließlich Anhänger überschreitet die angegebene Grenze[31]
Zusatzzeichen 1053-34 auf dem Seitenstreifen; bisher Zusatzzeichen 1052-39
Zusatzzeichen 1053-35 bei Nässe; bisher Zusatzzeichen 1052-36
Zusatzzeichen 1053-36 Durchgangsverkehr; bisher Zusatzzeichen 1053-38
Zusatzzeichen 1053-38 Querparken als Sinnbild; neues Zusatzzeichen
Zusatzzeichen 1053-39 Schrägparken als Sinnbild; neues Zusatzzeichen
Zusatzzeichen 1053-52 nur innerhalb gekennzeichneter Parkflächen; neues Zusatzzeichen
Zusatzzeichen 1053-53 Parken mit Parkschein in gekennzeichneten Flächen; neues Zusatzzeichen

### Zusatzzeichen 1060 – erweiternde Zusatzzeichen

Zusatzzeichen 1060-31 Haltverbot auch auf dem Seitenstreifen - rechts; seit 9. April 2025 mit Zusatz "rechts" bisher Zusatzzeichen 1052-37
Zusatzzeichen 1060-34 Haltverbot auch auf dem Seitenstreifen - links; neu seit 9. April 2025

Zusatzzeichen 1060-32 Auch Kraftomnibusse und PKW mit Anhängern (im Bereich von LKW-Kontrollen); neues Zusatzzeichen
Zusatzzeichen 1060-33 Massenangabe – 2,8 t; nur in Verbindung mit Zeichen 277

## Gestrichene Zeichen

Zusatzzeichen 1006-38 Staugefahr (gültig bis 1. April 2017)
Zeichen 124 Stau

Zusatzzeichen 1006-39 eingeschränktes Lichtraumprofil durch Bäume (gültig bis 1. April 2017)
Zeichen 101-54 Unzureichendes Lichtraumprofil; ab 2013 geplante Nummer: Zeichen 145-52

Zeichen 150 Bahnübergang mit Schranken oder Halbschranken, angeordnet bis 1. April 2017, gültig bis 31. Oktober 2022
Zeichen 151 Bahnübergang

Zeichen 153 Dreistreifige Bake vor beschranktem Bahnübergang, angeordnet bis 1. April 2017, gültig bis 31. Oktober 2022
Zeichen 156-10 Bahnübergang mit dreistreifiger Bake – Aufstellung rechts

Zeichen 353 Einbahnstraße, angeordnet bis 1. April 2017, gültig bis 31. Oktober 2022
Zeichen 220-10 Einbahnstraße – linksweisend
Zeichen 220-20 Einbahnstraße – rechtsweisend

Zusatzzeichen 1026-31 Mofas frei (gültig bis 1. April 2017)
Zusatzzeichen 1022-11 Mofas frei
Zusatzzeichen 1026-31 Kraftomnibusse im Gelegenheitsverkehr frei seit 1. April 2017

Mit der Verkündung des Verkehrszeichenkatalogs 2017 entfielen einige Zeichen und Zusatzzeichen zusätzlich zu den bereits 2013 gestrichenen.
Ersatzlos gestrichen wurden zum 1. April 2017 folgende Zeichen:

Zusatzzeichen 1030-10 vom Verkehrsverbot bei erhöhter Schadstoffkonzentration ausgenommene Fahrzeuge frei (gültig bis 1. April 2017)
Zusatzzeichen 1060-30 Streugut (gültig bis 1. April 2017)
Zeichen 145-10 Kraftomnibusse (gültig bis 1. April 2017)
Zusatzzeichen 1060-11 auch Fahrräder und Mofas (gültig bis 1. April 2017)

Zeichen 380-52 Richtgeschwindigkeit 80 km/h, angeordnet bis 1. April 2017, gültig bis 31. Oktober 2022[32]
Zeichen 381-52 Ende der Richtgeschwindigkeit 80 km/h, angeordnet bis 1. April 2017, gültig bis 31. Oktober 2022[32]
Zeichen 380-54 Richtgeschwindigkeit 100 km/h, angeordnet bis 1. April 2017, gültig bis 31. Oktober 2022[32]
Zeichen 381-54 Ende der Richtgeschwindigkeit 100 km/h, angeordnet bis 1. April 2017, gültig bis 31. Oktober 2022[32]

Das Zusatzzeichen „Anfang“, das ersatzlos entfiel, gehörte zu den ältesten Zusatzzeichen in der deutschen Straßenverkehrsordnung und war in einer Vorgängerversion bereits am 1. Januar 1938 Teil der StVO geworden. Die Nummer wurde nun anderweitig vergeben:

Zusatzzeichen 1012-30 Anfang (gültig 1. Januar 1938 bis 1. April 2017)
Zusatzzeichen 1012-30 Ladezone; seit 1. April 2017

Für die anderen entfallenen Zeichen gibt es jedoch Alternativen, die jeweils im Folgenden genannt werden.

Zusatzzeichen 1000-33 Radverkehr im Gegenverkehr (gültig bis 1. April 2017)
Zusatzzeichen 1000-31 Beide Richtungen, zwei gegengerichtete senkrechte Pfeile
Zusatzzeichen 1000-32 Radverkehr kreuzt von links und rechts[27]

- Zusatzzeichen 1006-38
Staugefahr
(gültig bis 1. April 2017)
- Zeichen 124
Stau

- Zusatzzeichen 1006-39
eingeschränktes Lichtraumprofil durch Bäume
(gültig bis 1. April 2017)
- Zeichen 101-54
Unzureichendes Lichtraumprofil;
ab 2013 geplante Nummer:
Zeichen 145-52

- Zeichen 150
Bahnübergang mit Schranken oder Halbschranken,
angeordnet bis 1. April 2017,
gültig bis 31. Oktober 2022[32]
- Zeichen 151
Bahnübergang

- Zeichen 153
Dreistreifige Bake vor beschranktem Bahnübergang,
angeordnet bis 1. April 2017,
gültig bis 31. Oktober 2022[32]
- Zeichen 156-10
Bahnübergang mit dreistreifiger Bake – Aufstellung rechts

- Zeichen 353
Einbahnstraße,
angeordnet bis 1. April 2017,
gültig bis 31. Oktober 2022[32]
- Zeichen 220-10
Einbahnstraße – linksweisend
- Zeichen 220-20
Einbahnstraße – rechtsweisend

Zeichen 388 Seitenstreifen für mehrspurige Kraftfahrzeuge nicht befahrbar, angeordnet bis 1. April 2017, gültig bis 31. Oktober 2022[32]
Zeichen 389 Seitenstreifen für Fahrzeuge mit einem zulässigen Gesamtgewicht über 3,5 t und Zugmaschinen nicht befahrbar, angeordnet bis 1. April 2017, gültig bis 31. Oktober 2022[32]
Zusatzzeichen 1007-60 Seitenstreifen nicht befahrbar; seit 1. April 2017

Bei den folgenden Zeichen wurde jeweils die Nummer auch noch neu vergeben:

Zusatzzeichen 1007-30 Gefahr unerwarteter Glatteisbildung (gültig bis 1. April 2017)
Zeichen 101-51 Schnee- oder Eisglätte; ab 2013 geplante Nummer: Zeichen 145-53
Zusatzzeichen 1007-30 Ölspur; bis 1. April 2017 Zusatzzeichen 1006-30

- Zusatzzeichen 1026-31
Mofas frei
(gültig bis 1. April 2017)
- Zusatzzeichen 1022-11
Mofas frei
- Zusatzzeichen 1026-31
Kraftomnibusse im Gelegenheitsverkehr frei
seit 1. April 2017

## Nachträgliche Änderungen und Ergänzungen zu den Verkehrszeichen
Seit 2017 wurde die Benennung mancher Zeichen aktualisiert und neue Verkehrszeichen eingeführt, um den Katalog der Verkehrszeichen zu erweitern und neue Konzepte, wie Carsharing und Elektrokleinstfahrzeuge, einzuführen.
| Zeitpunkte der Einführung | Zeitpunkte der Einführung |
| ------------------------- | --- |
| 6. Juni 2019              | Diese Verkehrszeichen wurden mit der „Verordnung über die Teilnahme von Elektrofahrzeugen am Straßenverkehr und zur Änderung weiterer straßenverkehrsrechtlicher Vorschriften vom 6. Juni 2019“ hinzugefügt. |
| 20. April 2020            | Die „Vierundfünfzigste Verordnung zur Änderung straßenverkehrsrechtlicher Vorschriften“ vom 20. April 2020 nahm neue Verkehrszeichen zum Fahrradverkehr und Carsharing in die Straßenverkehrs-Ordnung auf, die sich insbesondere mit dem Fahrradverkehr sowie dem Carsharing beschäftigen. In Teilen wurde die Verordnung ab dem 28. April 2020 gültig. Einige wichtige Abschnitte traten erst am 1. Januar 2021 in Kraft. |
| 15. August 2020           | Diese Verkehrszeichen wurden am 15. August 2020 durch eine Veröffentlichung im Verkehrsblatt eingeführt. |
| 31. August 2020           | Diese Verkehrszeichen wurden am 31. August 2020 aus der noch zu überarbeitenden Allgemeinen Verwaltungsvorschrift zur Straßenverkehrs-Ordnung zum Thema Fahrradverkehr und Carsharing im Verkehrsblatt veröffentlicht und konkretisiert. |
| 31. August 2020           | Diese Plaketten und Aufkleber wurden am 31. August 2020 durch die der Maßgaben zur Kennzeichnung von Kraftfahrzeugen und Parkscheinautomaten für Carsharing-Fahrzeuge im Verkehrsblatt eingeführt. Im Bundesgesetzblatt war die Carsharing-Plakette bereits im April 2020 vorgestellt worden. |
| 2020                      | Dieses Zusatzzeichen wurde 2020 durch die Bundesanstalt für Straßenwesen vorgestellt, jedoch nicht in den am 12. März 2021 und am 12. Mai 2021 veröffentlichten Entwurf des neuen Verkehrszeichenkatalogs aufgenommen. |
| 12. Mai 2021              | Am 12. Mai 2021 wurde von der Bundesregierung eine überarbeitete Ausführung der Allgemeinen Verwaltungsvorschrift zur Straßenverkehrs-Ordnung (VwV-StVO) vom 22. Mai 2017 veröffentlicht. Dieser stimmte der Bundesrat am 25. Juni 2021 neben der Fünfundfünfzigsten Verordnung zur Änderung straßenverkehrsrechtlicher Vorschriften im Bundesgesetzblatt zu.                                                              |
| 8. November 2021          | Diese Verkehrszeichen wurden mit der Novelle zur Allgemeinen Verwaltungsvorschrift zur Straßenverkehrs-Ordnung (VwV-StVO) in der Fassung vom 8. November 2021 rechtlich fundiert eingeführt. Vorher waren sie teils im Verkehrsblatt konkretisiert. |
| 15. August 2022           | Diese Verkehrszeichen wurden durch eine Veröffentlichung am 15. August 2022 im Verkehrsblatt eingeführt. |
| 10. Oktober 2024          | Dieses Verkehrszeichen wurden durch eine Veröffentlichung am 10. Oktober 2024 im Bundesgesetzblatt eingeführt. |

### Sinnbilder nach § 39 StVO(08.11.2021)

Sinnbild nach § 39 Absatz 7 StVO Fahrrad zum Transport von Gütern oder Personen – Lastenfahrrad[42]
Sinnbild nach § 39 Absatz 7 StVO Wohnmobil[43]
Sinnbild nach § 39 Absatz 7 StVO Personenkraftwagen oder Krafträder mit Beiwagen, die mit mindestens drei Personen besetzt sind - Mehrfachbesetzte Personenkraftwagen[44]
Sinnbild nach § 39 Absatz 7 StVO Elektrokleinstfahrzeuge im Sinne der Elektrokleinstfahrzeuge-Verordnung (eKFV)[45]
Sinnbild nach § 39 Absatz 11 StVO Carsharing

### Carsharing-Plaketten und Aufkleber(31.08.2020)

Carsharing-Plakette
Aufkleber Carsharingfahrzeuge frei
Aufkleber elektrisch betriebene Fahrzeuge frei

### Zeichen 244 – Fahrradzone(08.11.2021)

Zeichen 244.3 Beginn einer Fahrradzone
Zeichen 244.4 Ende einer Fahrradzone

### Zeichen 277 und 281 – Verbot des Überholens von einspurigen Fahrzeugen(08.11.2021)

Zeichen 277.1 Verbot des Überholens von einspurigen Fahrzeugen für mehrspurige Kraftfahrzeuge und Krafträder mit Beiwagen
Zeichen 281.1 Ende des Verbots des Überholens von einspurigen Fahrzeugen für mehrspurige Kraftfahrzeuge und Krafträder mit Beiwagen

### Umbenennung  von Zeichen 314 – Parken(12.05.2021)
Das bisher genutzte, aber nicht im Verkehrszeichenkatalog genannte, Zeichen 314-31 mit Nummernangabe wurde bekanntgegeben und der Wortlaut von Zeichen 314-30 angepasst.

Bisher: Zeichen 314-30 Parken Mitte (Aufstellung rechts oder links)
Neu: Zeichen 314-30 Parken Mitte (Aufstellung rechts)
Bisher: Nummernlos Parken Mitte (Aufstellung links)
Neu: Zeichen 314-31 Parken Mitte (Aufstellung links)

### Zeichen 342 – Haifischzähne(08.11.2021)

Zeichen 342 Haifischzähne; Ausführung nach RMS

### Zeichen 350 – Radschnellweg(08.11.2021)

Zeichen 350.1-10 Radschnellweg – Aufstellung rechts
Zeichen 350.1-20 Radschnellweg – Aufstellung links
Zeichen 350.2-10 Ende des Radschnellwegs – Aufstellung rechts
Zeichen 350.2-20 Ende des Radschnellwegs – Aufstellung links

### Zeichen 365 – Tankstellen(08.11.2021)

Zeichen 365-69 Tankstelle mit Flüssigerdgas
Zeichen 365-70 Tankstelle mit Tankmöglichkeit verschiedener Kraftstoffarten
Zeichen 365-71 Tankstelle mit Tankmöglichkeit aller Kraftstoffarten

### Zeichen 442 – Vorwegweiser für bestimmte Verkehrsarten im Kreisverkehr(08.11.2021)

Zeichen 442-14 Vorwegweiser für Lastkraftwagen, im Kreisverkehr links
Zeichen 442-15 Vorwegweiser für kennzeichnungspflichtige Kraftfahrzeuge mit gefährlichen Gütern, im Kreisverkehr links
Zeichen 442-16 Vorwegweiser für Fahrzeuge mit wassergefährdender Ladung, im Kreisverkehr links
Zeichen 442-17 Vorwegweiser, für Fahrräder, im Kreisverkehr links
Zeichen 442-24 Vorwegweiser für Lastkraftwagen, im Kreisverkehr rechts
Zeichen 442-25 Vorwegweiser für kennzeichnungspflichtige Kraftfahrzeuge mit gefährlichen Gütern, im Kreisverkehr rechts
Zeichen 442-26 Vorwegweiser für Fahrzeuge mit wassergefährdender Ladung, im Kreisverkehr rechts
Zeichen 442-27 Vorwegweiser, für Fahrräder, im Kreisverkehr rechts
Zeichen 442-30 Vorwegweiser für Lastkraftwagen, im Kreisverkehr geradeaus
Zeichen 442-31 Vorwegweiser für kennzeichnungspflichtige Kraftfahrzeuge mit gefährlichen Gütern, im Kreisverkehr geradeaus
Zeichen 442-32 Vorwegweiser für Fahrzeuge mit wassergefährdender Ladung, im Kreisverkehr geradeaus
Zeichen 442-33 Vorwegweiser, für Fahrräder, im Kreisverkehr geradeaus

### Zeichen 455 und 460 – Umleitungen(08.11.2021)
Die Ausführung folgt den „Richtlinien für Umleitungsbeschilderung“ (RUB).

Zeichen 455.1-13 Ankündigung oder Fortsetzung der Umleitung, im Kreisverkehr links
Zeichen 455.1-23 Ankündigung oder Fortsetzung der Umleitung, im Kreisverkehr rechts
Zeichen 455.1-31 Ankündigung oder Fortsetzung der Umleitung, im Kreisverkehr geradeaus

Zeichen 460-13 Bedarfsumleitung im Kreisverkehr links
Zeichen 460-23 Bedarfsumleitung im Kreisverkehr rechts
Zeichen 460-31 Bedarfsumleitung im Kreisverkehr geradeaus

### Zeichen 501 bis 551 – Verkehrsleittafeln(08.11.2021)

Zeichen 511–13 Verschwenkungstafel – ohne Gegenverkehr – vierstreifig nach links
Zeichen 511–23 Verschwenkungstafel – ohne Gegenverkehr – vierstreifig nach rechts
Zeichen 511–27 Verschwenkungstafel – ohne Gegenverkehr – dreistreifige Verschwenkung, einstreifig auf den Seitenstreifen
Zeichen 511–28 Verschwenkungstafel – ohne Gegenverkehr – vierstreifige Verschwenkung, einstreifig auf den Seitenstreifen

Zeichen 512–10 Verschwenkungstafel – mit Gegenverkehr – Verschwenkung nach links einstreifig in Fahrtrichtung und einstreifig in Gegenrichtung
Zeichen 512–11 Verschwenkungstafel – mit Gegenverkehr – Verschwenkung nach links einstreifig in Fahrtrichtung und zweistreifig in Gegenrichtung
Zeichen 512–12 Verschwenkungstafel – mit Gegenverkehr – Verschwenkung nach links zweistreifig in Fahrtrichtung und einstreifig in Gegenrichtung
Zeichen 512–20 Verschwenkungstafel – mit Gegenverkehr – Verschwenkung nach rechts einstreifig in Fahrtrichtung und einstreifig in Gegenrichtung
Zeichen 512–21 Verschwenkungstafel – mit Gegenverkehr – Verschwenkung nach rechts einstreifig in Fahrtrichtung und zweistreifig in Gegenrichtung
Zeichen 512–22 Verschwenkungstafel – mit Gegenverkehr – Verschwenkung nach rechts zweistreifig in Fahrtrichtung und einstreifig in Gegenrichtung

Zeichen 513–12 Verschwenkungstafel, kurze Verschwenkung – ohne Gegenverkehr – dreistreifig nach links
Zeichen 513–13 Verschwenkungstafel, kurze Verschwenkung – ohne Gegenverkehr – vierstreifig nach links
Zeichen 513–14 Verschwenkungstafel, kurze Verschwenkung – ohne Gegenverkehr – fünfstreifig nach links
Zeichen 513–22 Verschwenkungstafel, kurze Verschwenkung – ohne Gegenverkehr – dreistreifig nach rechts
Zeichen 513–23 Verschwenkungstafel, kurze Verschwenkung – ohne Gegenverkehr – vierstreifig nach rechts
Zeichen 513–24 Verschwenkungstafel, kurze Verschwenkung – ohne Gegenverkehr – fünfstreifig nach rechts

Zeichen 514–11 Verschwenkungstafel, kurze Verschwenkung – mit Gegenverkehr – nach links zweistreifig in Fahrtrichtung und einstreifig in Gegenrichtung
Zeichen 514–12 Verschwenkungstafel, kurze Verschwenkung – mit Gegenverkehr – nach links dreistreifig in Fahrtrichtung und einstreifig in Gegenrichtung
Zeichen 514–13 Verschwenkungstafel, kurze Verschwenkung – mit Gegenverkehr – nach links einstreifig in Fahrtrichtung und zweistreifig in Gegenrichtung
Zeichen 514–14 Verschwenkungstafel, kurze Verschwenkung – mit Gegenverkehr – nach links zweistreifig in Fahrtrichtung und zweistreifig in Gegenrichtung
Zeichen 514–15 Verschwenkungstafel, kurze Verschwenkung – mit Gegenverkehr – nach links dreistreifig in Fahrtrichtung und zweistreifig in Gegenrichtung
Zeichen 514–16 Verschwenkungstafel, kurze Verschwenkung – mit Gegenverkehr – nach links einstreifig in Fahrtrichtung und dreistreifig in Gegenrichtung
Zeichen 514–17 Verschwenkungstafel, kurze Verschwenkung – mit Gegenverkehr – nach links zweistreifig in Fahrtrichtung und dreistreifig in Gegenrichtung
Zeichen 514–18 Verschwenkungstafel, kurze Verschwenkung – mit Gegenverkehr – nach links dreistreifig in Fahrtrichtung und dreistreifig in Gegenrichtung
Zeichen 514–21 Verschwenkungstafel, kurze Verschwenkung – mit Gegenverkehr – nach rechts zweistreifig in Fahrtrichtung und einstreifig in Gegenrichtung
Zeichen 514–22 Verschwenkungstafel, kurze Verschwenkung – mit Gegenverkehr – nach rechts dreistreifig in Fahrtrichtung und einstreifig in Gegenrichtung
Zeichen 514–23 Verschwenkungstafel, kurze Verschwenkung – mit Gegenverkehr – nach rechts einstreifig in Fahrtrichtung und zweistreifig in Gegenrichtung
Zeichen 514–24 Verschwenkungstafel, kurze Verschwenkung – mit Gegenverkehr – nach rechts zweistreifig in Fahrtrichtung und zweistreifig in Gegenrichtung
Zeichen 514–25 Verschwenkungstafel, kurze Verschwenkung – mit Gegenverkehr – nach rechts dreistreifig in Fahrtrichtung und zweistreifig in Gegenrichtung
Zeichen 514–26 Verschwenkungstafel, kurze Verschwenkung – mit Gegenverkehr – nach rechts einstreifig in Fahrtrichtung und dreistreifig in Gegenrichtung
Zeichen 514–27 Verschwenkungstafel, kurze Verschwenkung – mit Gegenverkehr – nach rechts zweistreifig in Fahrtrichtung und dreistreifig in Gegenrichtung
Zeichen 514–28 Verschwenkungstafel, kurze Verschwenkung – mit Gegenverkehr – nach rechts dreistreifig in Fahrtrichtung und dreistreifig in Gegenrichtung

Zeichen 527–30 Fahrstreifentafel – ohne Gegenverkehr mit integriertem Zeichen 262 – zweistreifig in Fahrtrichtung
Zeichen 527–31 Fahrstreifentafel – ohne Gegenverkehr mit integriertem Zeichen 262 – dreistreifig in Fahrtrichtung

Zeichen 528–30 Fahrstreifentafel – ohne Gegenverkehr mit integriertem Zeichen 263 – zweistreifig in Fahrtrichtung
Zeichen 528–31 Fahrstreifentafel – ohne Gegenverkehr mit integriertem Zeichen 263 – dreistreifig in Fahrtrichtung

Zeichen 529–30 Fahrstreifentafel – ohne Gegenverkehr mit integriertem Zeichen 265 – zweistreifig in Fahrtrichtung
Zeichen 529–31 Fahrstreifentafel – ohne Gegenverkehr mit integriertem Zeichen 265 – dreistreifig in Fahrtrichtung

Zeichen 531–14 Einengungstafel – ohne Gegenverkehr – Einzug rechts, von 3 auf 1 Fahrstreifen
Zeichen 531–15 Einengungstafel – ohne Gegenverkehr – Einzug rechts, von 4 auf 2 Fahrstreifen
Zeichen 531–16 Einengungstafel – ohne Gegenverkehr – Einzug rechts, von 5 auf 3 Fahrstreifen
Zeichen 531–24 Einengungstafel – ohne Gegenverkehr – Einzug links, von 3 auf 1 Fahrstreifen
Zeichen 531–25 Einengungstafel – ohne Gegenverkehr – Einzug links, von 4 auf 2 Fahrstreifen
Zeichen 531–26 Einengungstafel – ohne Gegenverkehr – Einzug links, von 5 auf 3 Fahrstreifen

Zeichen 533–22 Trennungstafel – ohne Gegenverkehr – zweistreifig durchgehend und zweistreifig rechts ab
Zeichen 533–23 Trennungstafel – ohne Gegenverkehr – dreistreifig durchgehend und zweistreifig rechts ab
Zeichen 533–24 Trennungstafel – ohne Gegenverkehr – vierstreifig durchgehend und einstreifig rechts ab
Zeichen 533–25 Trennungstafel – ohne Gegenverkehr – vierstreifig durchgehend und zweistreifig rechts ab
Zeichen 533–26 Trennungstafel – ohne Gegenverkehr – vierstreifig durchgehend und dreistreifig rechts ab
Zeichen 533–27 Trennungstafel – ohne Gegenverkehr – fünfstreifig durchgehend und einstreifig rechts ab
Zeichen 533–28 Trennungstafel – ohne Gegenverkehr – fünfstreifig durchgehend und zweistreifig rechts ab
Zeichen 533–29 Trennungstafel – ohne Gegenverkehr – fünfstreifig durchgehend und dreistreifig rechts ab
Zeichen 533–60 Trennungstafel – ohne Gegenverkehr – zweistreifig durchgehend und einstreifig sowie aus dem rechten durchgehenden Fahrstreifen rechts ab
Zeichen 533–61 Trennungstafel – ohne Gegenverkehr – dreistreifig durchgehend und einstreifig sowie aus dem rechten durchgehenden Fahrstreifen rechts ab
Zeichen 533–62 Trennungstafel – ohne Gegenverkehr – vierstreifig durchgehend und einstreifig sowie aus dem rechten durchgehenden Fahrstreifen rechts ab
Zeichen 533–63 Trennungstafel – ohne Gegenverkehr – fünfstreifig durchgehend und einstreifig sowie aus dem rechten durchgehenden Fahrstreifen rechts ab

Zeichen 538–30 Fahrstreifentafel – ohne Gegenverkehr mit integriertem Zeichen 282 – zweistreifig in Fahrtrichtung
Zeichen 538–31 Fahrstreifentafel – ohne Gegenverkehr mit integriertem Zeichen 282 – dreistreifig in Fahrtrichtung

Zeichen 541–12 Aufleitungstafel – ohne Gegenverkehr – dreistreifig plus Fahrstreifen links
Zeichen 541–13 Aufleitungstafel – ohne Gegenverkehr – vierstreifig plus Fahrstreifen links
Zeichen 541–22 Aufleitungstafel – ohne Gegenverkehr – dreistreifig plus Fahrstreifen rechts
Zeichen 541–23 Aufleitungstafel – ohne Gegenverkehr – vierstreifig plus Fahrstreifen rechts

Zeichen 542–12 Aufleitungstafel – mit Gegenverkehr – zweistreifig plus Fahrstreifen links und 1 Fahrstreifen in Gegenrichtung
Zeichen 542–13 Aufleitungstafel – mit Gegenverkehr – zweistreifig plus Fahrstreifen links und 2 Fahrstreifen in Gegenrichtung
Zeichen 542–14 Aufleitungstafel – mit Gegenverkehr – einstreifig plus Fahrstreifen links und 3 Fahrstreifen in Gegenrichtung
Zeichen 542–15 Aufleitungstafel – mit Gegenverkehr – zweistreifig plus Fahrstreifen links und 3 Fahrstreifen in Gegenrichtung

Zeichen 550–25 Zusammenführungstafel – an durchgehender Strecke – vierstreifig plus einstreifig von rechts
Zeichen 550–26 Zusammenführungstafel – an durchgehender Strecke – vierstreifig plus zweistreifig von rechts
Zeichen 550–27 Zusammenführungstafel – an durchgehender Strecke – vierstreifig plus dreistreifig von rechts
Zeichen 550–28 Zusammenführungstafel – an durchgehender Strecke – fünfstreifig plus einstreifig von rechts
Zeichen 550–29 Zusammenführungstafel – an durchgehender Strecke – fünfstreifig plus zweistreifig von rechts
Zeichen 550–60 Zusammenführungstafel – an durchgehender Strecke – fünfstreifig plus dreistreifig von rechts

Zeichen 551–25 Zusammenführungstafel – an einmündender Strecke – einstreifig einmünded plus vierstreifig durchgehend
Zeichen 551–26 Zusammenführungstafel – an einmündender Strecke – zweistreifig einmünded plus vierstreifig durchgehend
Zeichen 551–27 Zusammenführungstafel – an einmündender Strecke – dreistreifig einmünded plus vierstreifig durchgehend
Zeichen 551–28 Zusammenführungstafel – an einmündender Strecke – einstreifig einmünded plus fünfstreifig durchgehend
Zeichen 551–29 Zusammenführungstafel – an einmündender Strecke – zweistreifig einmünded plus fünfstreifig durchgehend
Zeichen 551–60 Zusammenführungstafel – an einmündender Strecke – dreistreifig einmünded plus fünfstreifig durchgehend

Zeichen 501–19 Überleitungstafel – ohne Gegenverkehr –  vierstreifig, davon linker Fahrstreifen nach links übergeleitet und die drei rechten Fahrstreifen geradeaus
Zeichen 501–29 Überleitungstafel – ohne Gegenverkehr –  vierstreifig, davon linker Fahrstreifen nach rechts übergeleitet und die drei rechten Fahrstreifen geradeaus
Zeichen 501–50 Überleitungstafel – ohne Gegenverkehr –  vierstreifig, davon die beiden linken Fahrstreifen nach links übergeleitet und die beiden rechten Fahrstreifen geradeaus
Zeichen 501–51 Überleitungstafel – ohne Gegenverkehr –  vierstreifig, davon die drei linken Fahrstreifen nach links übergeleitet und rechter Fahrstreifen geradeaus
Zeichen 501–52 Überleitungstafel – ohne Gegenverkehr –  vierstreifig nach links, davon ein Fahrstreifen übergeleitet
Zeichen 501–53 Überleitungstafel – ohne Gegenverkehr –  vierstreifig nach links, davon zwei Fahrstreifen übergeleitet
Zeichen 501–54 Überleitungstafel – ohne Gegenverkehr –  vierstreifig nach links, davon drei Fahrstreifen übergeleitet
Zeichen 501–60 Überleitungstafel – ohne Gegenverkehr –  vierstreifig, davon die beiden linken Fahrstreifen nach rechts übergeleitet und die beiden rechten Fahrstreifen geradeaus
Zeichen 501–61 Überleitungstafel – ohne Gegenverkehr –  vierstreifig, davon die drei linken Fahrstreifen nach rechts übergeleitet und rechter Fahrstreifen geradeaus
Zeichen 501–62 Überleitungstafel – ohne Gegenverkehr –  vierstreifig nach rechts, davon ein Fahrstreifen übergeleitet
Zeichen 501–63 Überleitungstafel – ohne Gegenverkehr –  vierstreifig nach rechts, davon zwei Fahrstreifen übergeleitet
Zeichen 501–64 Überleitungstafel – ohne Gegenverkehr –  vierstreifig nach rechts, davon drei Fahrstreifen übergeleitet
Zeichen 501–70 Überleitungstafel – ohne Gegenverkehr –  zweistreifig, davon linker Fahrstreifen nach links übergeleitet und rechter Fahrstreifen nach rechts verschwenkt
Zeichen 501–71 Überleitungstafel – ohne Gegenverkehr –  dreistreifig, davon linker Fahrstreifen nach links übergeleitet und die beiden rechten Fahrstreifen nach rechts verschwenkt
Zeichen 501–72 Überleitungstafel – ohne Gegenverkehr –  dreistreifig, davon die beiden linken Fahrstreifen nach links übergeleitet und rechter Fahrstreifen nach rechts verschwenkt
Zeichen 501–73 Überleitungstafel – ohne Gegenverkehr –  vierstreifig, davon linker Fahrstreifen nach links übergeleitet und die drei rechten Fahrstreifen nach rechts verschwenkt
Zeichen 501–74 Überleitungstafel – ohne Gegenverkehr –  vierstreifig, davon die beiden linken Fahrstreifen nach links übergeleitet und die beiden rechten Fahrstreifen nach rechts verschwenkt
Zeichen 501–75 Überleitungstafel – ohne Gegenverkehr –  vierstreifig, davon die drei linken Fahrstreifen nach links übergeleitet und rechter Fahrstreifen nach rechts verschwenkt
Zeichen 501–80 Überleitungstafel – ohne Gegenverkehr –  zweistreifig, davon linker Fahrstreifen nach rechts übergeleitet und rechter Fahrstreifen nach links verschwenkt
Zeichen 501–81 Überleitungstafel – ohne Gegenverkehr –  dreistreifig, davon linker Fahrstreifen nach rechts übergeleitet und die beiden rechten Fahrstreifen nach links verschwenkt
Zeichen 501–82 Überleitungstafel – ohne Gegenverkehr –  dreistreifig, davon die beiden linken Fahrstreifen nach rechts übergeleitet und rechter Fahrstreifen nach links verschwenkt
Zeichen 501–83 Überleitungstafel – ohne Gegenverkehr –  vierstreifig, davon linker Fahrstreifen nach rechts übergeleitet und die drei rechten Fahrstreifen nach links verschwenkt
Zeichen 501–84 Überleitungstafel – ohne Gegenverkehr –  vierstreifig, davon die beiden linken Fahrstreifen nach rechts übergeleitet und die beiden rechten Fahrstreifen nach links verschwenkt
Zeichen 501–85 Überleitungstafel – ohne Gegenverkehr –  vierstreifig, davon die drei linken Fahrstreifen nach rechts übergeleitet und rechter Fahrstreifen nach links verschwenkt

- Zeichen 511–13
 Verschwenkungstafel – ohne Gegenverkehr – vierstreifig nach links
- Zeichen 511–23
 Verschwenkungstafel – ohne Gegenverkehr – vierstreifig nach rechts
- Zeichen 511–27
 Verschwenkungstafel – ohne Gegenverkehr – dreistreifige Verschwenkung, einstreifig auf den Seitenstreifen
- Zeichen 511–28
 Verschwenkungstafel – ohne Gegenverkehr – vierstreifige Verschwenkung, einstreifig auf den Seitenstreifen

- Zeichen 512–10
 Verschwenkungstafel – mit Gegenverkehr – Verschwenkung nach links einstreifig in Fahrtrichtung und einstreifig in Gegenrichtung
- Zeichen 512–11
 Verschwenkungstafel – mit Gegenverkehr – Verschwenkung nach links einstreifig in Fahrtrichtung und zweistreifig in Gegenrichtung
- Zeichen 512–12
 Verschwenkungstafel – mit Gegenverkehr – Verschwenkung nach links zweistreifig in Fahrtrichtung und einstreifig in Gegenrichtung
- Zeichen 512–20
 Verschwenkungstafel – mit Gegenverkehr – Verschwenkung nach rechts einstreifig in Fahrtrichtung und einstreifig in Gegenrichtung
- Zeichen 512–21
 Verschwenkungstafel – mit Gegenverkehr – Verschwenkung nach rechts einstreifig in Fahrtrichtung und zweistreifig in Gegenrichtung
- Zeichen 512–22
 Verschwenkungstafel – mit Gegenverkehr – Verschwenkung nach rechts zweistreifig in Fahrtrichtung und einstreifig in Gegenrichtung

- Zeichen 513–12
 Verschwenkungstafel, kurze Verschwenkung – ohne Gegenverkehr – dreistreifig nach links
- Zeichen 513–13
 Verschwenkungstafel, kurze Verschwenkung – ohne Gegenverkehr – vierstreifig nach links
- Zeichen 513–14
 Verschwenkungstafel, kurze Verschwenkung – ohne Gegenverkehr – fünfstreifig nach links
- Zeichen 513–22
 Verschwenkungstafel, kurze Verschwenkung – ohne Gegenverkehr – dreistreifig nach rechts
- Zeichen 513–23
 Verschwenkungstafel, kurze Verschwenkung – ohne Gegenverkehr – vierstreifig nach rechts
- Zeichen 513–24
 Verschwenkungstafel, kurze Verschwenkung – ohne Gegenverkehr – fünfstreifig nach rechts

- Zeichen 514–11
 Verschwenkungstafel, kurze Verschwenkung – mit Gegenverkehr – nach links zweistreifig in Fahrtrichtung und einstreifig in Gegenrichtung
- Zeichen 514–12
 Verschwenkungstafel, kurze Verschwenkung – mit Gegenverkehr – nach links dreistreifig in Fahrtrichtung und einstreifig in Gegenrichtung
- Zeichen 514–13
 Verschwenkungstafel, kurze Verschwenkung – mit Gegenverkehr – nach links einstreifig in Fahrtrichtung und zweistreifig in Gegenrichtung
- Zeichen 514–14
 Verschwenkungstafel, kurze Verschwenkung – mit Gegenverkehr – nach links zweistreifig in Fahrtrichtung und zweistreifig in Gegenrichtung
- Zeichen 514–15
 Verschwenkungstafel, kurze Verschwenkung – mit Gegenverkehr – nach links dreistreifig in Fahrtrichtung und zweistreifig in Gegenrichtung
- Zeichen 514–16
 Verschwenkungstafel, kurze Verschwenkung – mit Gegenverkehr – nach links einstreifig in Fahrtrichtung und dreistreifig in Gegenrichtung
- Zeichen 514–17
 Verschwenkungstafel, kurze Verschwenkung – mit Gegenverkehr – nach links zweistreifig in Fahrtrichtung und dreistreifig in Gegenrichtung
- Zeichen 514–18
 Verschwenkungstafel, kurze Verschwenkung – mit Gegenverkehr – nach links dreistreifig in Fahrtrichtung und dreistreifig in Gegenrichtung
- Zeichen 514–21
 Verschwenkungstafel, kurze Verschwenkung – mit Gegenverkehr – nach rechts zweistreifig in Fahrtrichtung und einstreifig in Gegenrichtung
- Zeichen 514–22
 Verschwenkungstafel, kurze Verschwenkung – mit Gegenverkehr – nach rechts dreistreifig in Fahrtrichtung und einstreifig in Gegenrichtung
- Zeichen 514–23
 Verschwenkungstafel, kurze Verschwenkung – mit Gegenverkehr – nach rechts einstreifig in Fahrtrichtung und zweistreifig in Gegenrichtung
- Zeichen 514–24
 Verschwenkungstafel, kurze Verschwenkung – mit Gegenverkehr – nach rechts zweistreifig in Fahrtrichtung und zweistreifig in Gegenrichtung
- Zeichen 514–25
 Verschwenkungstafel, kurze Verschwenkung – mit Gegenverkehr – nach rechts dreistreifig in Fahrtrichtung und zweistreifig in Gegenrichtung
- Zeichen 514–26
 Verschwenkungstafel, kurze Verschwenkung – mit Gegenverkehr – nach rechts einstreifig in Fahrtrichtung und dreistreifig in Gegenrichtung
- Zeichen 514–27
 Verschwenkungstafel, kurze Verschwenkung – mit Gegenverkehr – nach rechts zweistreifig in Fahrtrichtung und dreistreifig in Gegenrichtung
- Zeichen 514–28
 Verschwenkungstafel, kurze Verschwenkung – mit Gegenverkehr – nach rechts dreistreifig in Fahrtrichtung und dreistreifig in Gegenrichtung

- Zeichen 527–30
 Fahrstreifentafel – ohne Gegenverkehr mit integriertem Zeichen 262 – zweistreifig in Fahrtrichtung
- Zeichen 527–31
 Fahrstreifentafel – ohne Gegenverkehr mit integriertem Zeichen 262 – dreistreifig in Fahrtrichtung

- Zeichen 528–30
 Fahrstreifentafel – ohne Gegenverkehr mit integriertem Zeichen 263 – zweistreifig in Fahrtrichtung
- Zeichen 528–31
 Fahrstreifentafel – ohne Gegenverkehr mit integriertem Zeichen 263 – dreistreifig in Fahrtrichtung

- Zeichen 529–30
 Fahrstreifentafel – ohne Gegenverkehr mit integriertem Zeichen 265 – zweistreifig in Fahrtrichtung
- Zeichen 529–31
 Fahrstreifentafel – ohne Gegenverkehr mit integriertem Zeichen 265 – dreistreifig in Fahrtrichtung

- Zeichen 531–14
 Einengungstafel – ohne Gegenverkehr – Einzug rechts, von 3 auf 1 Fahrstreifen
- Zeichen 531–15
 Einengungstafel – ohne Gegenverkehr – Einzug rechts, von 4 auf 2 Fahrstreifen
- Zeichen 531–16
 Einengungstafel – ohne Gegenverkehr – Einzug rechts, von 5 auf 3 Fahrstreifen
- Zeichen 531–24
 Einengungstafel – ohne Gegenverkehr – Einzug links, von 3 auf 1 Fahrstreifen
- Zeichen 531–25
 Einengungstafel – ohne Gegenverkehr – Einzug links, von 4 auf 2 Fahrstreifen
- Zeichen 531–26
 Einengungstafel – ohne Gegenverkehr – Einzug links, von 5 auf 3 Fahrstreifen

- Zeichen 533–22
 Trennungstafel – ohne Gegenverkehr – zweistreifig durchgehend und zweistreifig rechts ab
- Zeichen 533–23
 Trennungstafel – ohne Gegenverkehr – dreistreifig durchgehend und zweistreifig rechts ab
- Zeichen 533–24
 Trennungstafel – ohne Gegenverkehr – vierstreifig durchgehend und einstreifig rechts ab
- Zeichen 533–25
 Trennungstafel – ohne Gegenverkehr – vierstreifig durchgehend und zweistreifig rechts ab
- Zeichen 533–26
 Trennungstafel – ohne Gegenverkehr – vierstreifig durchgehend und dreistreifig rechts ab
- Zeichen 533–27
 Trennungstafel – ohne Gegenverkehr – fünfstreifig durchgehend und einstreifig rechts ab
- Zeichen 533–28
 Trennungstafel – ohne Gegenverkehr – fünfstreifig durchgehend und zweistreifig rechts ab
- Zeichen 533–29
 Trennungstafel – ohne Gegenverkehr – fünfstreifig durchgehend und dreistreifig rechts ab
- Zeichen 533–60
 Trennungstafel – ohne Gegenverkehr – zweistreifig durchgehend und einstreifig sowie aus dem rechten durchgehenden Fahrstreifen rechts ab
- Zeichen 533–61
 Trennungstafel – ohne Gegenverkehr – dreistreifig durchgehend und einstreifig sowie aus dem rechten durchgehenden Fahrstreifen rechts ab
- Zeichen 533–62
 Trennungstafel – ohne Gegenverkehr – vierstreifig durchgehend und einstreifig sowie aus dem rechten durchgehenden Fahrstreifen rechts ab
- Zeichen 533–63
 Trennungstafel – ohne Gegenverkehr – fünfstreifig durchgehend und einstreifig sowie aus dem rechten durchgehenden Fahrstreifen rechts ab

- Zeichen 538–30
 Fahrstreifentafel – ohne Gegenverkehr mit integriertem Zeichen 282 – zweistreifig in Fahrtrichtung
- Zeichen 538–31
 Fahrstreifentafel – ohne Gegenverkehr mit integriertem Zeichen 282 – dreistreifig in Fahrtrichtung

- Zeichen 541–12
 Aufleitungstafel – ohne Gegenverkehr – dreistreifig plus Fahrstreifen links
- Zeichen 541–13
 Aufleitungstafel – ohne Gegenverkehr – vierstreifig plus Fahrstreifen links
- Zeichen 541–22
 Aufleitungstafel – ohne Gegenverkehr – dreistreifig plus Fahrstreifen rechts
- Zeichen 541–23
 Aufleitungstafel – ohne Gegenverkehr – vierstreifig plus Fahrstreifen rechts

- Zeichen 542–12
 Aufleitungstafel – mit Gegenverkehr – zweistreifig plus Fahrstreifen links und 1 Fahrstreifen in Gegenrichtung
- Zeichen 542–13
 Aufleitungstafel – mit Gegenverkehr – zweistreifig plus Fahrstreifen links und 2 Fahrstreifen in Gegenrichtung
- Zeichen 542–14
 Aufleitungstafel – mit Gegenverkehr – einstreifig plus Fahrstreifen links und 3 Fahrstreifen in Gegenrichtung
- Zeichen 542–15
 Aufleitungstafel – mit Gegenverkehr – zweistreifig plus Fahrstreifen links und 3 Fahrstreifen in Gegenrichtung

- Zeichen 550–25
 Zusammenführungstafel – an durchgehender Strecke – vierstreifig plus einstreifig von rechts
- Zeichen 550–26
 Zusammenführungstafel – an durchgehender Strecke – vierstreifig plus zweistreifig von rechts
- Zeichen 550–27
 Zusammenführungstafel – an durchgehender Strecke – vierstreifig plus dreistreifig von rechts
- Zeichen 550–28
 Zusammenführungstafel – an durchgehender Strecke – fünfstreifig plus einstreifig von rechts
- Zeichen 550–29
 Zusammenführungstafel – an durchgehender Strecke – fünfstreifig plus zweistreifig von rechts
- Zeichen 550–60
 Zusammenführungstafel – an durchgehender Strecke – fünfstreifig plus dreistreifig von rechts

- Zeichen 551–25
 Zusammenführungstafel – an einmündender Strecke – einstreifig einmünded plus vierstreifig durchgehend
- Zeichen 551–26
 Zusammenführungstafel – an einmündender Strecke – zweistreifig einmünded plus vierstreifig durchgehend
- Zeichen 551–27
 Zusammenführungstafel – an einmündender Strecke – dreistreifig einmünded plus vierstreifig durchgehend
- Zeichen 551–28
 Zusammenführungstafel – an einmündender Strecke – einstreifig einmünded plus fünfstreifig durchgehend
- Zeichen 551–29
 Zusammenführungstafel – an einmündender Strecke – zweistreifig einmünded plus fünfstreifig durchgehend
- Zeichen 551–60
 Zusammenführungstafel – an einmündender Strecke – dreistreifig einmünded plus fünfstreifig durchgehend

### Zeichen 721 – Grünpfeilschild mit Beschränkung auf den Radverkehr(08.11.2021)

Zeichen 721 Grünpfeilschild mit Beschränkung auf den Radverkehr

### Umbenennung von Zusatzzeichen 1001, 1004, 1005 und 1013 mit Entfernungsangaben

Bisher: Zusatzzeichen 1004-30 nach 100 m
Neu: Zusatzzeichen 1004-30-100 nach 100 m
Bisher: Zusatzzeichen 1004-31 in 2 km
Neu: Zusatzzeichen 1004-31-2 in 2 km

Bisher: Zusatzzeichen 1005-30 Reißverschluss erst in 200 m
Neu: Zusatzzeichen 1005-30-200 Reißverschluss erst in 200 m

Bisher: Zusatzzeichen 1013-52 Ende in … m
Neu: Zusatzzeichen 1013-52-… Ende in … m (der zweite Teil der Unternummer steht jeweils für den Zahlwert)

Bei Zusatzzeichen mit Entfernungsangaben wurde eine zusätzliche Zahl mit dem genannten Wert hinter der Unternummer angefügt. Ausnahme: 1004-32 (dieses gibt es nur in der Ausführung „Stop in 100 m“).

Bisher: Zusatzzeichen 1001-30 auf 800 m
Neu: Zusatzzeichen 1001-30-800 auf 800 m
Bisher: Zusatzzeichen 1001-31 auf 3 km
Neu: Zusatzzeichen 1001-31-3 auf 3 km
Bisher: Zusatzzeichen 1001-32 noch 500 m
Neu: Zusatzzeichen 1001-32-500 noch 500 m
Bisher: Zusatzzeichen 1001-33 noch 2 km
Neu: Zusatzzeichen 1001-33-2 noch 2 km
Bisher: Zusatzzeichen 1001-34 auf 800 m
Neu: Zusatzzeichen 1001-34-800 auf 800 m
Bisher: Zusatzzeichen 1001-35 auf 24 km
Neu: Zusatzzeichen 1001-35-24 auf 24 km

- Bisher:
Zusatzzeichen 1004-30
nach 100 m
- Neu:
Zusatzzeichen 1004-30-100
nach 100 m
- Bisher:
Zusatzzeichen 1004-31
in 2 km
- Neu:
Zusatzzeichen 1004-31-2
in 2 km

- Bisher:
Zusatzzeichen 1005-30
Reißverschluss
erst in 200 m
- Neu:
Zusatzzeichen 1005-30-200
Reißverschluss
erst in 200 m

- Bisher:
Zusatzzeichen 1013-52
Ende in … m
- Neu:
Zusatzzeichen 1013-52-…
Ende in … m
(der zweite Teil der Unternummer steht jeweils für den Zahlwert)

### Sonstige Zusatzzeichen 1010, 1012, 1022, 1024 und 1053

Zusatzzeichen 1010-70 Carsharing (31.08.2020)
Zusatzzeichen 1024-21 Carsharingfahrzeuge frei (08.11.2021)

Zusatzzeichen 1010-71 Mehrfachbesetzte Personenkraftwagen
Zusatzzeichen 1024-22 Mehrfachbesetzte Personenkraftwagen frei (2020) (08.11.2021)

Zusatzzeichen 1010-72 Krafträder, auch mit Beiwagen, Kleinkrafträder und Mofas und Kraftwagen und sonstige mehrspurige Fahrzeuge
Zeichen 1012-54 Seniorenheim
Zusatzzeichen 1053-54 während des Ladevorgangs (15.08.2022)

Zusatzzeichen 1010-68 Elektrokleinstfahrzeuge im Sinne der Elektrokleinstfahrzeuge-Verordnung (eKFV) (31.08.2020)
Zusatzzeichen 1022-16 Elektrokleinstfahrzeuge frei (06.06.2019)

Zusatzzeichen 1010-69 Fahrrad zum Transport von Gütern oder Personen – Lastenfahrrad (31.08.2020)
Zusatzzeichen 1022-17 „Fahrrad zum Transport von Gütern oder Personen - Lastenfahrrad“ frei (08.11.2021)

- Zusatzzeichen 1010-70
Carsharing
(31.08.2020)
- Zusatzzeichen 1024-21
Carsharingfahrzeuge frei
(08.11.2021)

- Zusatzzeichen 1010-71
Mehrfachbesetzte Personenkraftwagen
- Zusatzzeichen 1024-22
Mehrfachbesetzte Personenkraftwagen frei
(2020)
(08.11.2021)

- Zusatzzeichen 1010-72
Krafträder, auch mit Beiwagen, Kleinkrafträder und Mofas und Kraftwagen und sonstige mehrspurige Fahrzeuge
- Zeichen 1012-54
Seniorenheim
- Zusatzzeichen 1053-54
während des Ladevorgangs
(15.08.2022)

## Zeichen, die nicht im Verkehrszeichenkatalog aufgeführt wurden

### Veröffentlichungen der Forschungsgesellschaft für Straßen- und Verkehrswesen
Im Jahr 2008 wurden folgende Sinnbilder in den Richtlinien für die touristische Beschilderung (RtB), Ausgabe 2008 von der Forschungsgesellschaft für Straßen- und Verkehrswesen, Arbeitsgruppe Verkehrsmanagement, verbindlich veröffentlicht. Die Forschungsgesellschaft für Straßen- und Verkehrswesen arbeitet mit dem Bundesministerium für Verkehr und digitale Infrastruktur (BMVI) sowie der Bundesanstalt für Straßenwesen (BASt) zusammen und ist Herausgeber der wichtigsten technischen Regelwerke im Straßenbau in Deutschland; insbesondere der RWB und RWBA sowie von zahlreichen Merkblätten, Hinweisen und dem Handbuch für die Bemessung von Straßenverkehrsanlagen.

Kirche
Burg, Schloss
Museum
Kriegsgräberstätte

### Veröffentlichungen des Bundesverkehrsministeriums
Die bereits 1971 überarbeiteten Hinweiszeichen zur Park- beziehungsweise Rastplatz-Beschilderung an den Bundesautobahnen wurden ab 1980/1981 den damals aktualisierten typographischen Neuerungen angepasst und behielten weiterhin ihre Gültigkeit.

Hinweiszeichen (Beilage 1) Rastplatz bitte sauberhalten
Hinweiszeichen (Beilage 2) Parkplatz bitte sauberhalten

Spezielle Autobahnrastplatz-Hinweisschilder wurden ab 1965 aufgestellt. Sie erinnerten an die Vertreibungsgebiete der Deutschen. Einige dieser Schilder weichen teils mehr oder weniger weit in den Bemaßungen und Ausführungen voneinander ab.

Autobahnrastplatz-Hinweisschild

Das seit 1998 gültige Baustelleninformationsschild für Autobahnen wurde 2015 leicht überarbeitet.
Das seit 1998 gültige Baustelleninformationsschild für Bundesstraßen wurde 2015 ebenfalls leicht überarbeitet.
Baustelleninformationsschild, EU-Fördermaßnahme

### Veröffentlichungen des Innenministeriums
Zu den Hinweiszeichen auf Gottesdienstzeiten wurde am 22. Dezember 2008 eine neue Verwaltungsvorschrift durch das Bundesministerium des Innern erlassen, die am 1. Januar 2009 Gültigkeit erlangte. Unter anderem wurde nun festgelegt, dass die Schilder „keine amtlichen Hinweiszeichen im Sinne der Straßenverkehrs-Ordnung“ sind. Wie bereits in der Vergangenheit sind die Kosten für diese Zeichen von den Gemeinden zu tragen.

Zeichen am Ortseingang: Katholische Messe
Zeichen am Ortseingang: Evangelischer Gottesdienst
Zeichen am Ortseingang: Heilige Messe und Evangelischer Gottesdienst

### Veröffentlichungen des Bundesverkehrs- und Verteidigungsministeriums
Seit 2009 ordnet das Bundesverteidigungsministerium eine Neuaufstellung der Zeichen zur militärischen Lastenklasse nicht mehr an. Fristen für ihren Abbau wurden aber auch nach der Neufassung der StVO von 2013 beziehungsweise 2017 nicht ausgegeben.

Normalschild für Fahrbahnbreiten b < 5,50 m (einspuriger Verkehr)
Sonderschild für Fahrbahnbreiten b < 5,50 m (einspuriger Verkehr).
Normalschild für Fahrbahnbreiten b ≥ 5,50 m (zweispuriger Verkehr).
Sonderschild für Fahrbahnbreiten b ≥ 5,50 m (zweispuriger Verkehr), Räderfahrzeuge
Sonderschild für Fahrbahnbreiten b ≥ 5,50 m (zweispuriger Verkehr), Kettenfahrzeuge

### Veröffentlichungen des Landwirtschaftsministeriums

Ehemaliges Zusatzzeichen 2531: Tollwut! Gefährdeter Bezirk
Ehemaliges Zusatzzeichen 2531: Tollwut! Gefährdeter Bezirk

Das ehemalige Zusatzzeichen 2532 mit der Formulierung Wildtollwut hat bereits seit dem 1. Juni 1991, dem Tag der Inkrafttretung der Tollwut-Verordnung vom 23. Mai 1991, keine amtliche Wirkung mehr, wird aber als nichtamtliches Sonderschild weiterhin hergestellt und vertrieben. Hersteller haben das Schild daher teils auch mit variierender Gestaltung noch im Angebot. Alte ehemals offizielle Schilder sind zudem weiterhin in der Landschaft zu finden.

Ehemaliges Zusatzzeichen 2532: Wildtollwut! Gefährdeter Bezirk
Ehemaliges Zusatzzeichen 2532: Wildtollwut! Gefährdeter Bezirk

### Veröffentlichungen verschiedener Länder
Das an Straßen, Wegen und Plätzen mit nichtöffentlichem Verkehr vorgesehene Zeichen Wasserschutzgebiet wurde in verschiedenen Bundesländern erlassen. Beispielsweise weist im Freistaat Bayern erstmals ein Schreiben des Bayerischen Staatsministeriums des Innern (BStMI bzw. hier: IMS) vom 19. Juli 1967 auf die Kennzeichnung hin. In der Fassung vom 7. April 1971 wird dieses Zeichen in Anlage 2a dargestellt. In einer aktualisierten Darstellung wurde das Zeichen im März 2016 erneut vom BStMI veröffentlicht.

Wasserschutzgebiet

## Lichtzeichen- und Blinklichtanlagen für Bahnübergänge in Schienenhöhe
Diese Zeichen sind in dieser Form nicht in die Straßenverkehrsordnung aufgenommen worden. Ihre Anordnung und Aufstellung regelt die Eisenbahn-Bau- und Betriebsordnung (EBO).
Die Dritte Verordnung zur Änderung der Eisenbahn-Bau- und Betriebsordnung (EBO) vom 8. Mai 1991, die einen Tag nach der Verkündung, am 17. Mai 1991, in Kraft trat, regelt die Beschilderung unmittelbar an den Bahnanlagen. Nach dieser Verordnung sollten bisher errichtete Blinklichtanlagen zwar bestehen bleiben, aber nicht mehr neu angeordnet werden.

Lichtzeichen
Lichtzeichen mit Halbschranke oder Schranke
Andreaskreuz mit Blinklicht für unbeschrankte oder halbbeschrankte Bahnübergänge
Andreaskreuz mit Blinklicht, Wecker und Leuchtschriftzug an abgelegenen Wegen
Rotes Blinklicht mit Halbschranke

## Kennzeichnung und Sicherung von Bahnübergängen nach BOStrab
Die seit 1987 gültigen Kennzeichnungen der Verordnung über den Bau und Betrieb der Straßenbahnen (Straßenbahn-Bau- und Betriebsordnung – BOStrab):

Bild 1 Andreaskreuz. Der Blitzpfeil in der Mitte des Andreaskreuzes zeigt an, dass die Strecke elektrische Fahrleitung hat.
Bild 2 Lichtzeichen. Bei beengten Verhältnissen darf das Andreaskreuz neben oder über dem Lichtzeichen angebracht sein.
Bild 3 Lichtzeichen mit Halbschranke. Die Halbschranke darf auch senkrecht gestreift sein.